# Dún Aengus
Dún Aengus (irl.: Dún Aonghasa) è il più celebre dei tanti forti in pietra preistorici presenti sulle Isole Aran, noto arcipelago irlandese della Contea di Galway. È situato sulla più grande delle tre isole, Inis Mór, su una spettacolare scogliera di calcare a picco sull'Oceano Atlantico ad un'altezza di circa 100 metri.
Destinazione turistica apprezzata e popolare, Dún Aengus è soprattutto un importante sito archeologico: costruito durante l'Età del Bronzo e databile a ben prima del I millennio a.C., è stato spesso appellato come the most magnificent barbaric monument in Europe ("il più magnifico monumento barbarico d'Europa").
Il nome "Dún Aengus" significa "Forte di Aengus", con riferimento alla omonima divinità pagana pre-cristiana della mitologia irlandese.

## Forma e funzione
Il forte è formato da una combinazione di quattro cinte murarie concentriche, spesse in certi punti anche quattro metri. La forma originale del forte era presumibilmente ovale o a forma di D, ma parecchie parti sia della scogliera che della costruzione sono crollate in mare nel corso dei secoli. Al di fuori del terzo cerchio si trova un sistema difensivo costituito da pietre piantate nel terreno, simili a cavalli di Frisia, ad oggi in gran parte conservato e visibile. Tra queste rovine vi è anche una lastra di pietra più grande di forma rettangolare, della quale si ignora però la funzione. Decisamente estesa se confrontata a resti preistorici simili, la cinta più esterna di Dún Aengus racchiude un'area di circa 6 ettari. Benché evidentemente difendibile, la particolare posizione di Dún Aengus suggerisce che la sua funzione principale fosse religiosa e cerimoniale, piuttosto che militare. Può darsi che sia stato usato dai druidi per riti stagionali, che forse comportavano l'accensione di falò visibili dalla terraferma irlandese. La posizione fornisce inoltre una vista di circa 120 km di linea costiera, il che avrebbe potuto permettere il controllo su una rotta di commercio costiero.

## Galleria d'immagini

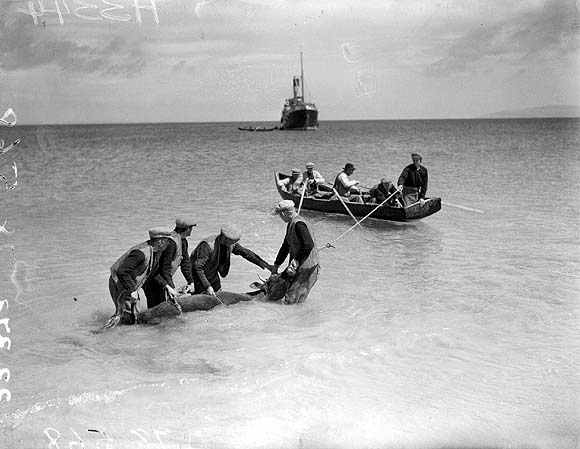
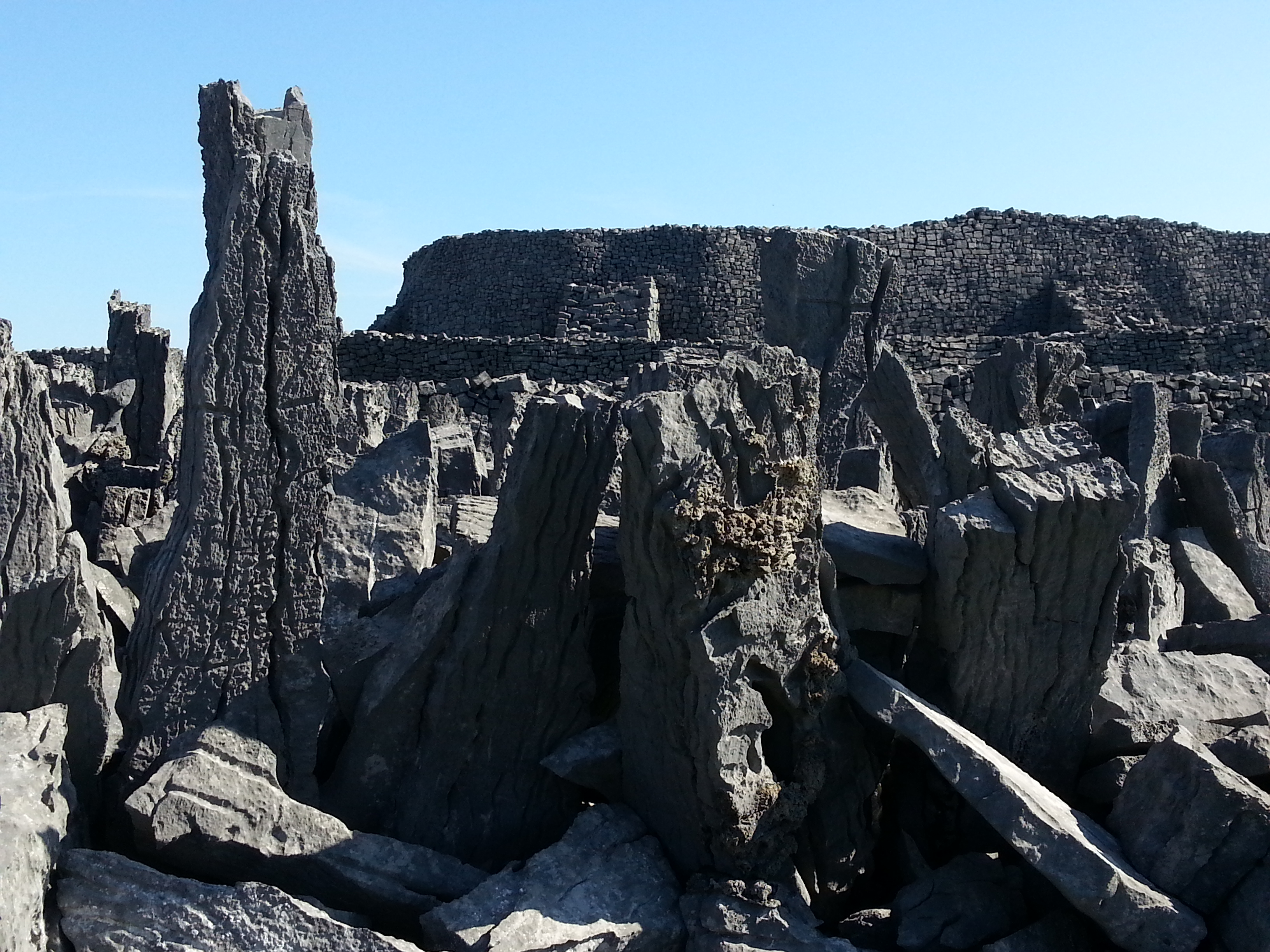
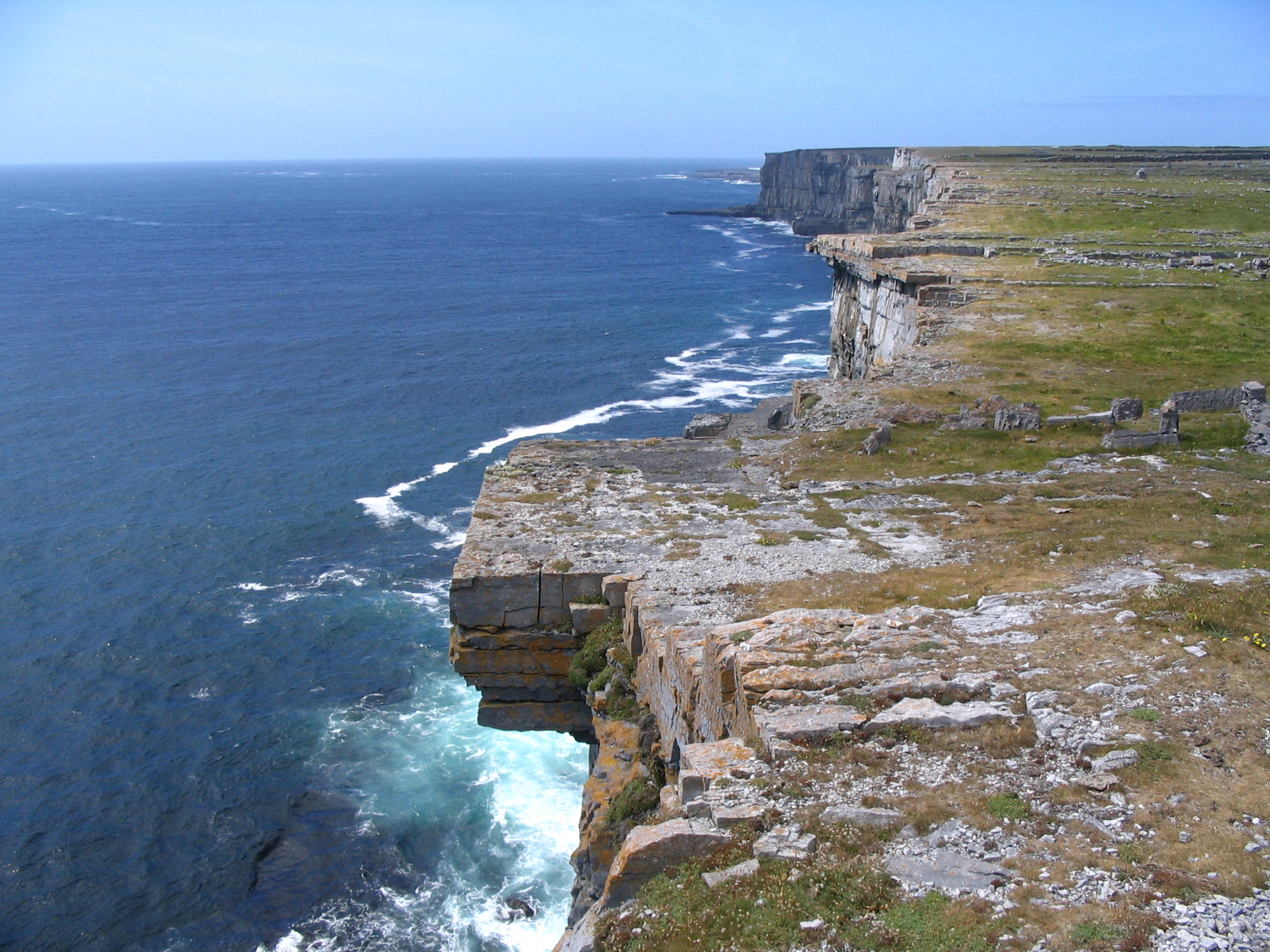
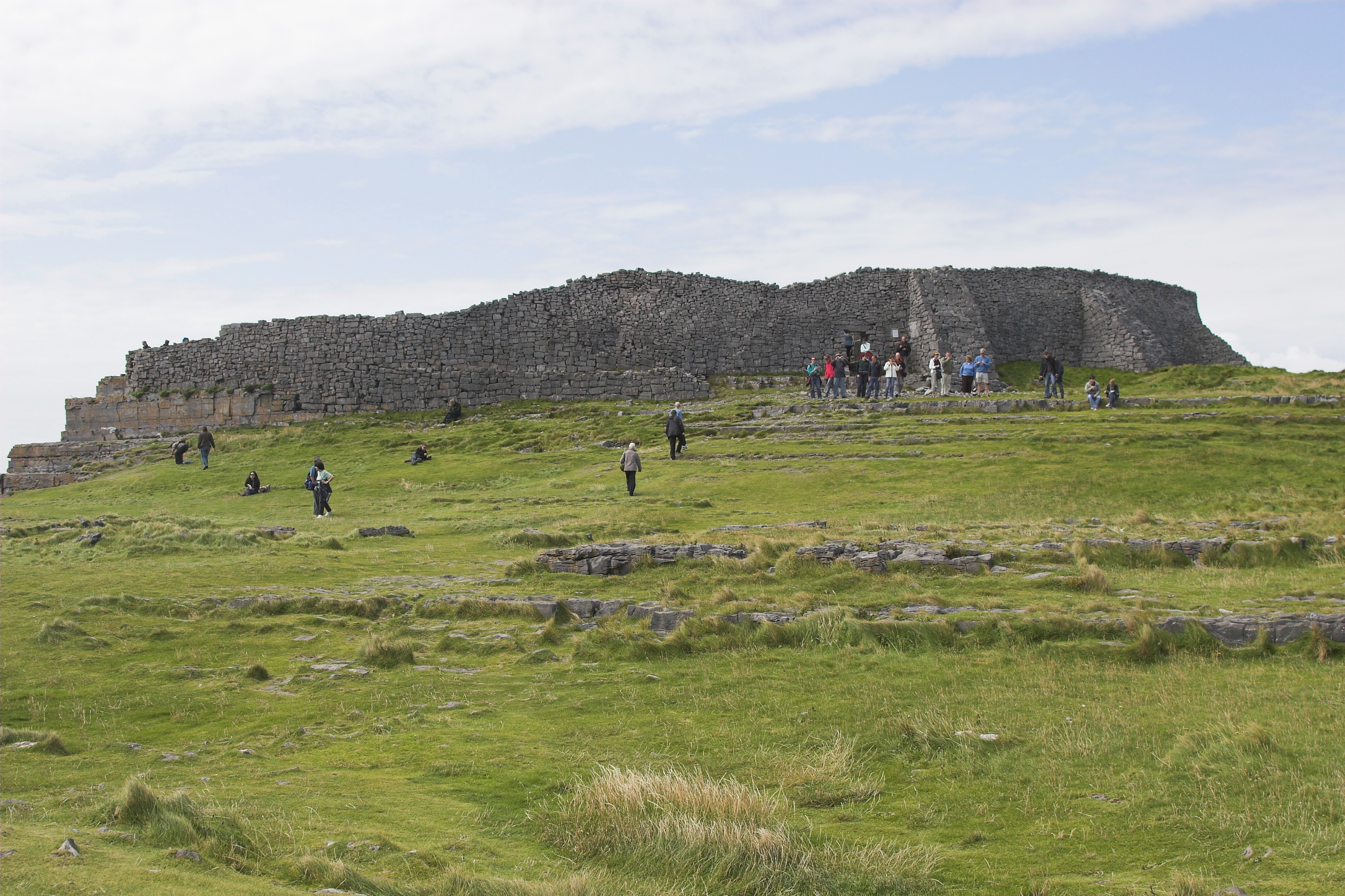
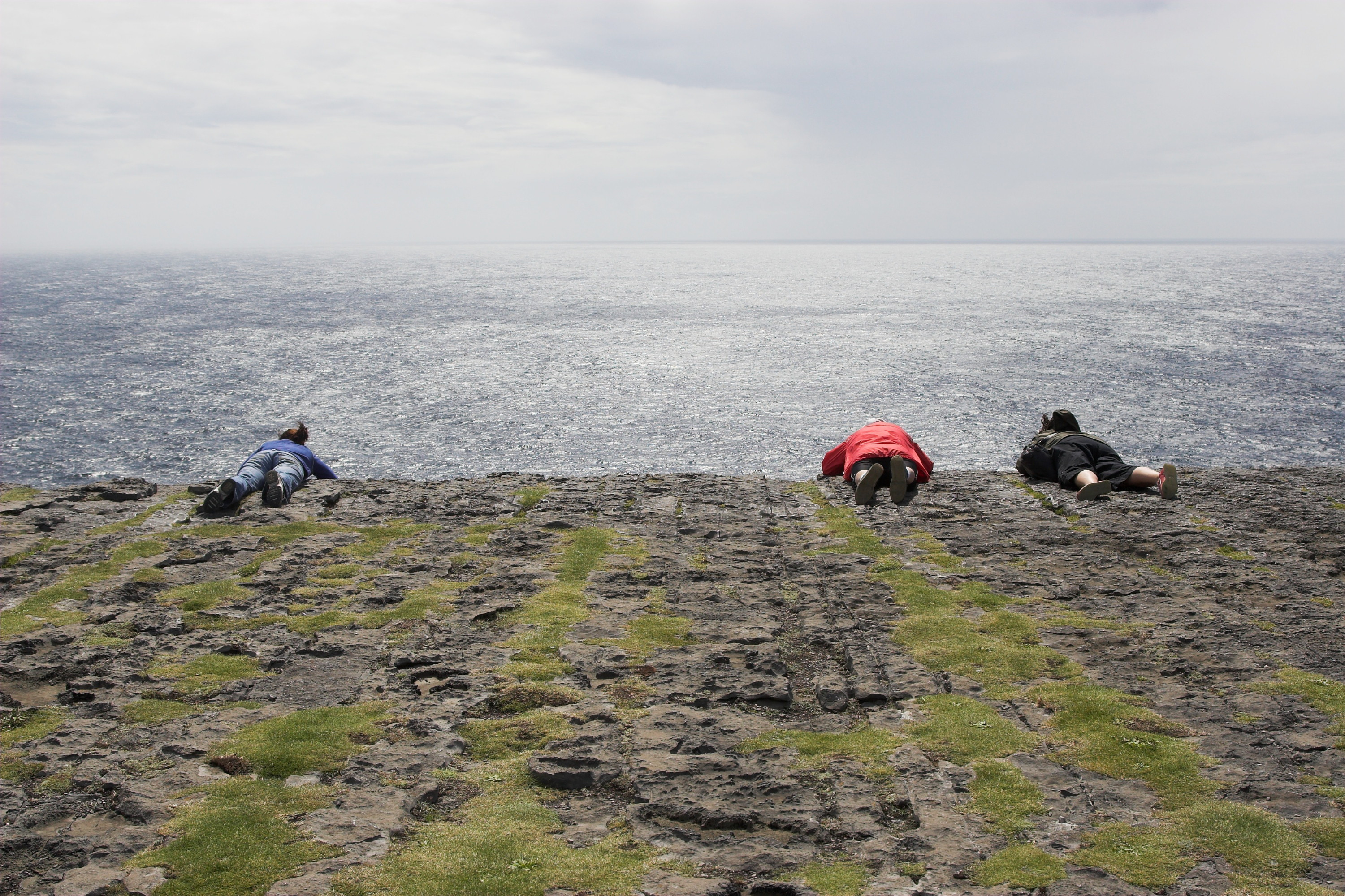
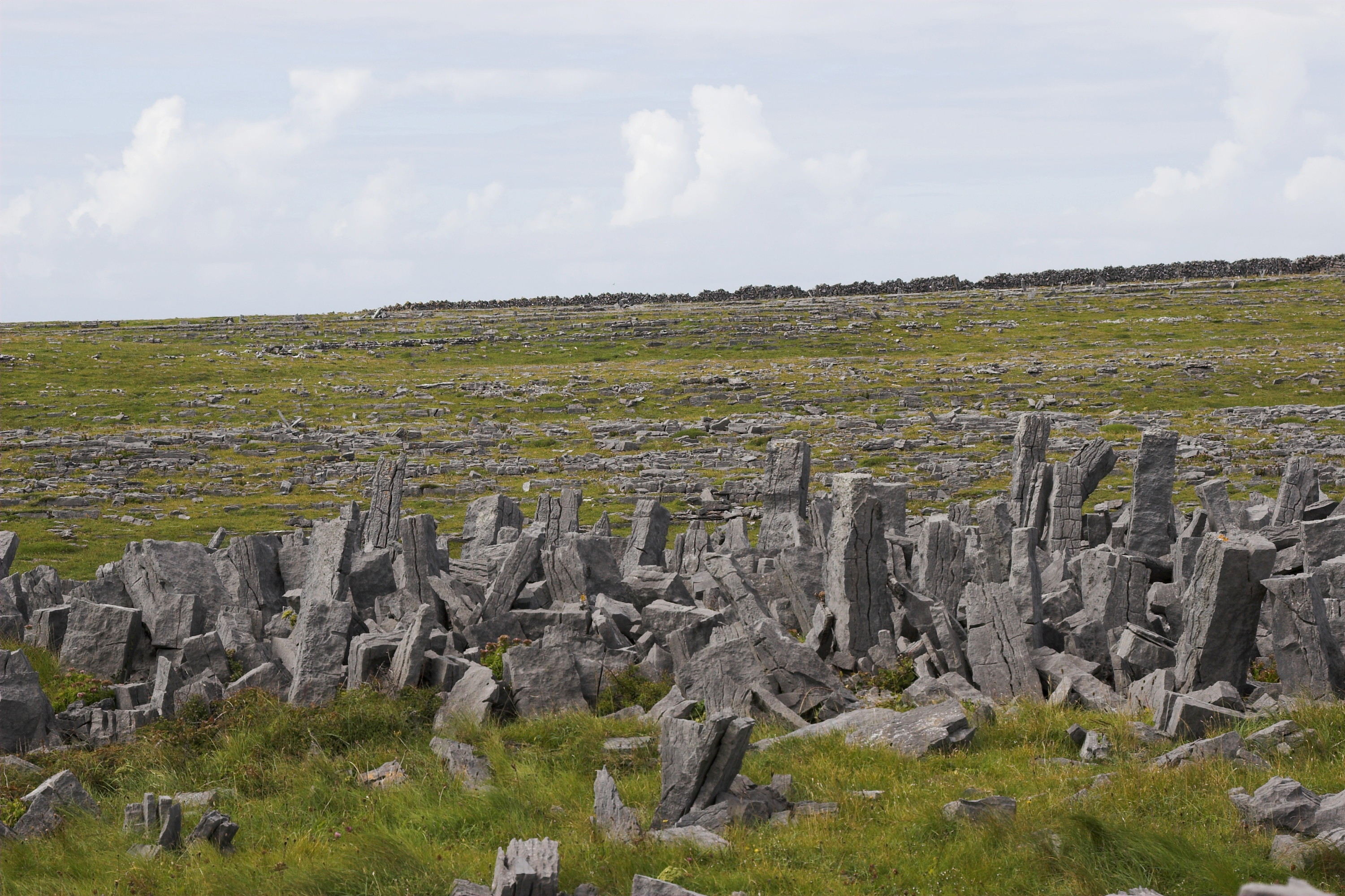
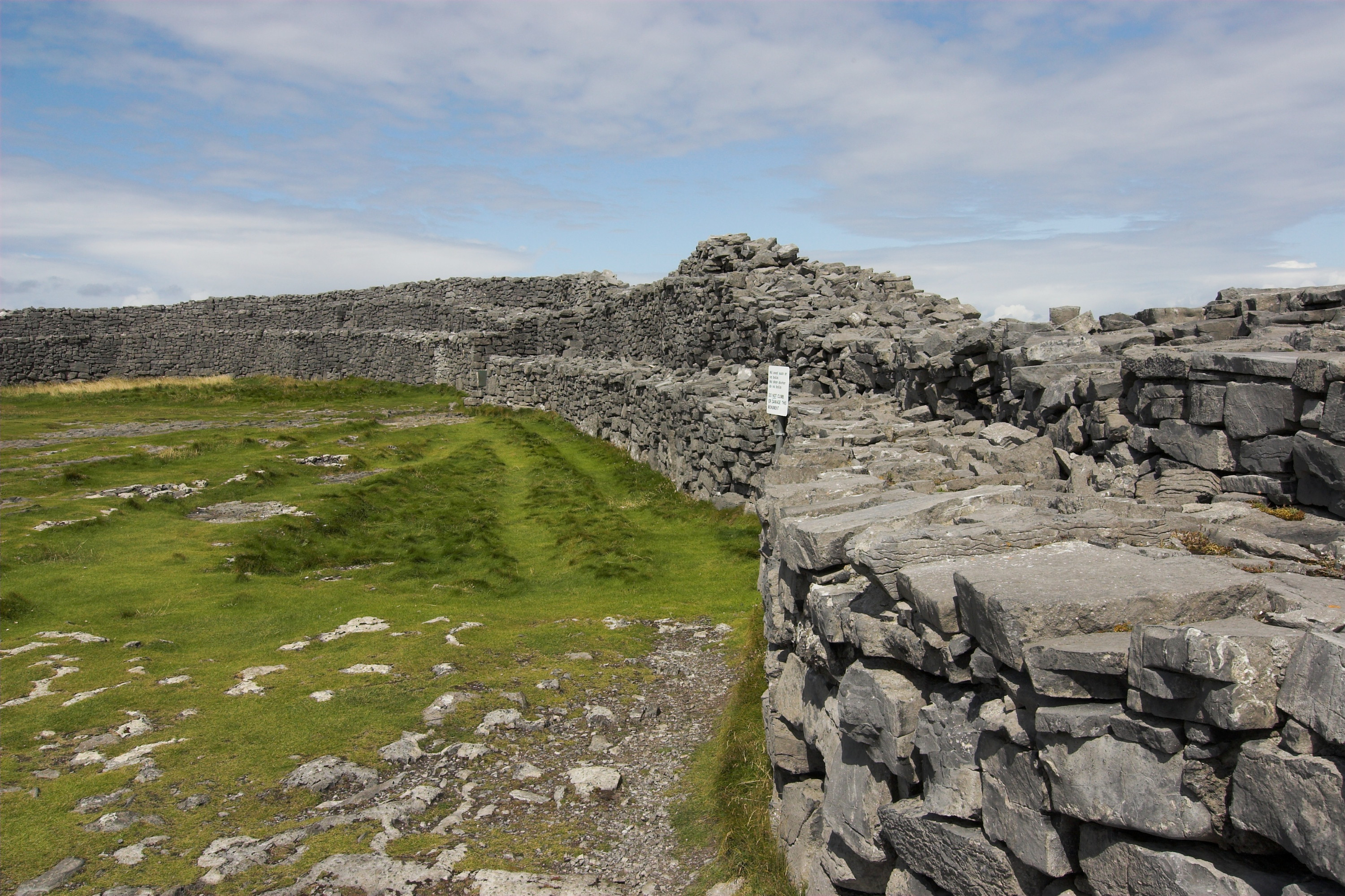
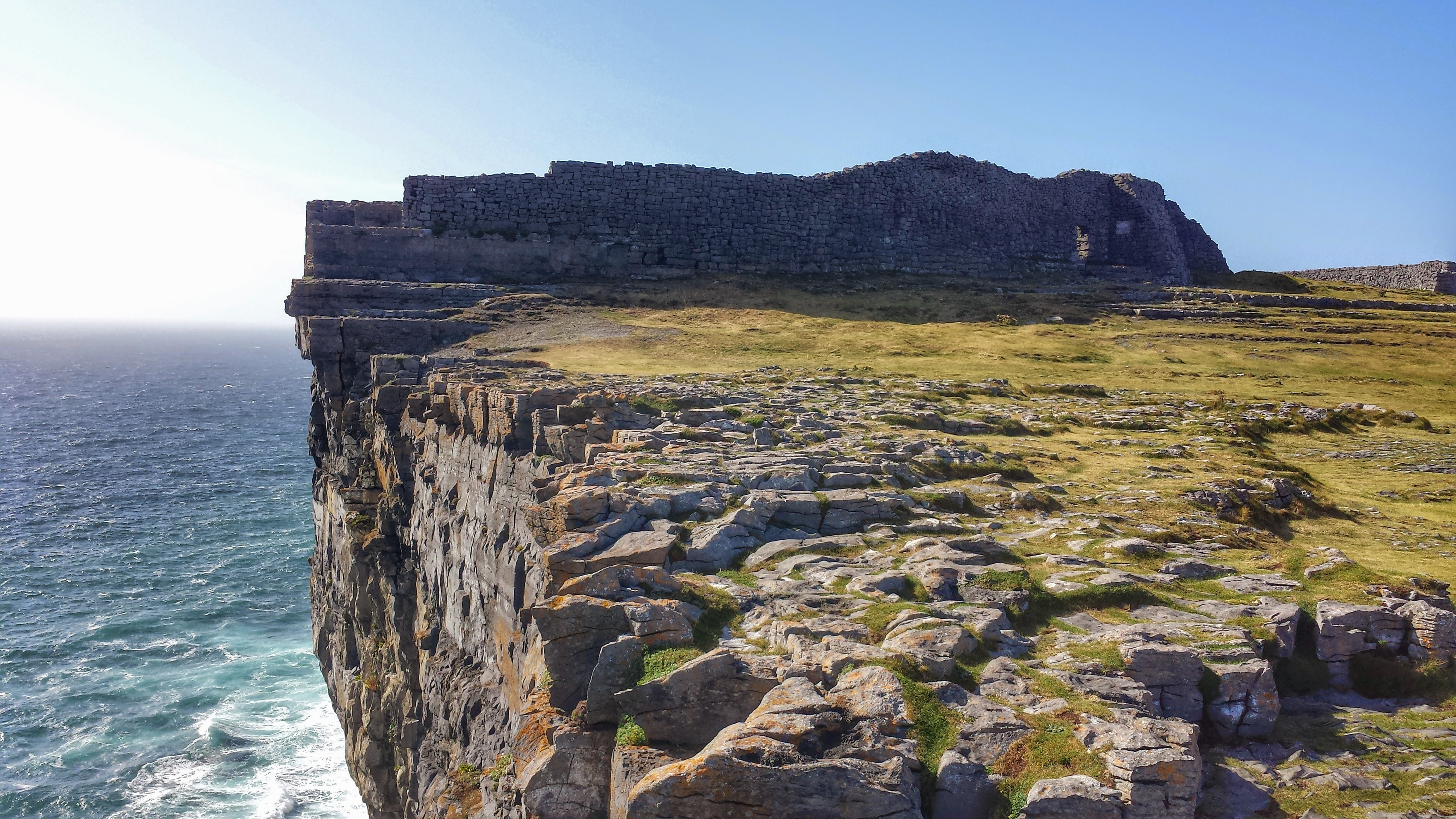
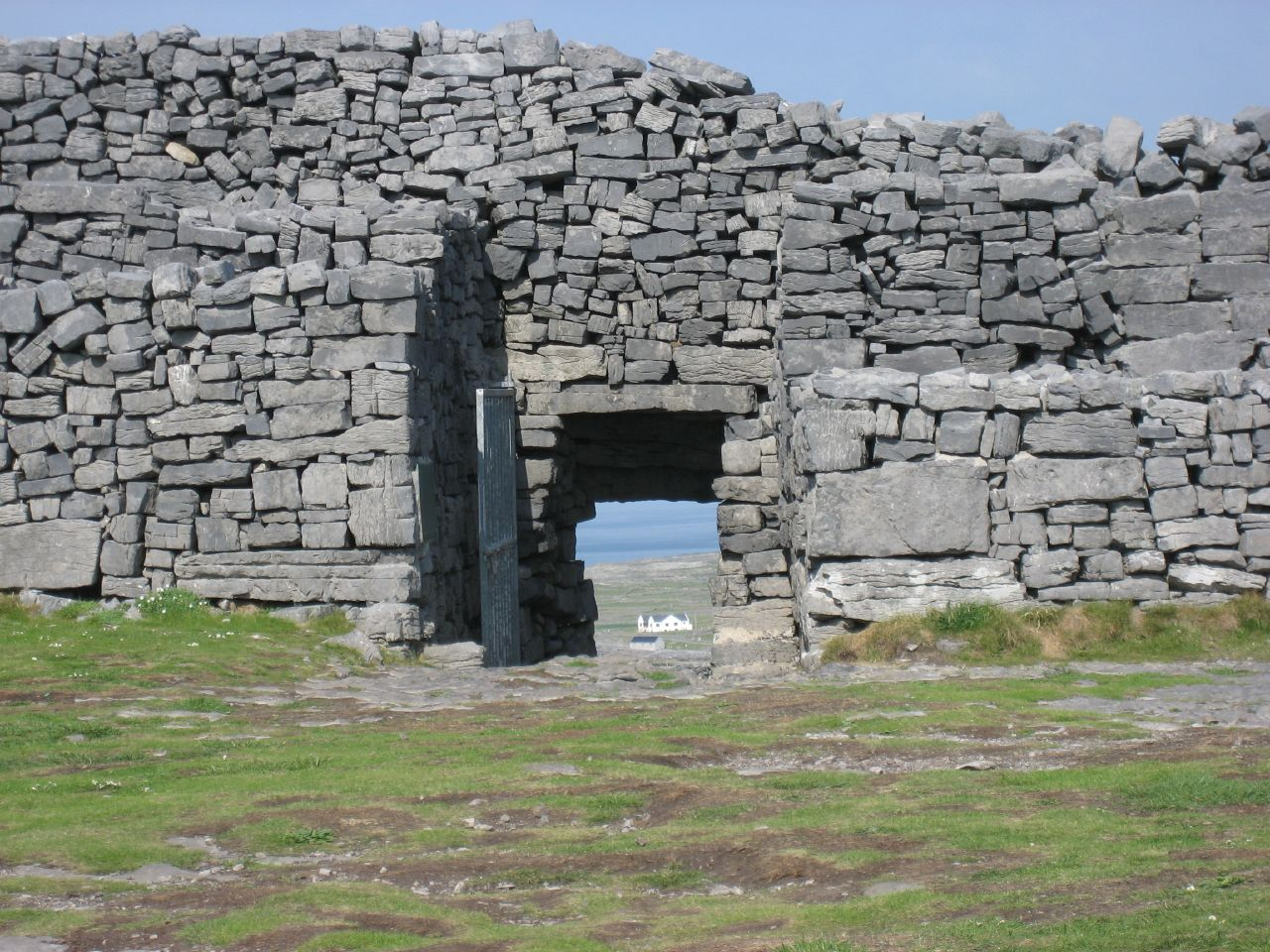
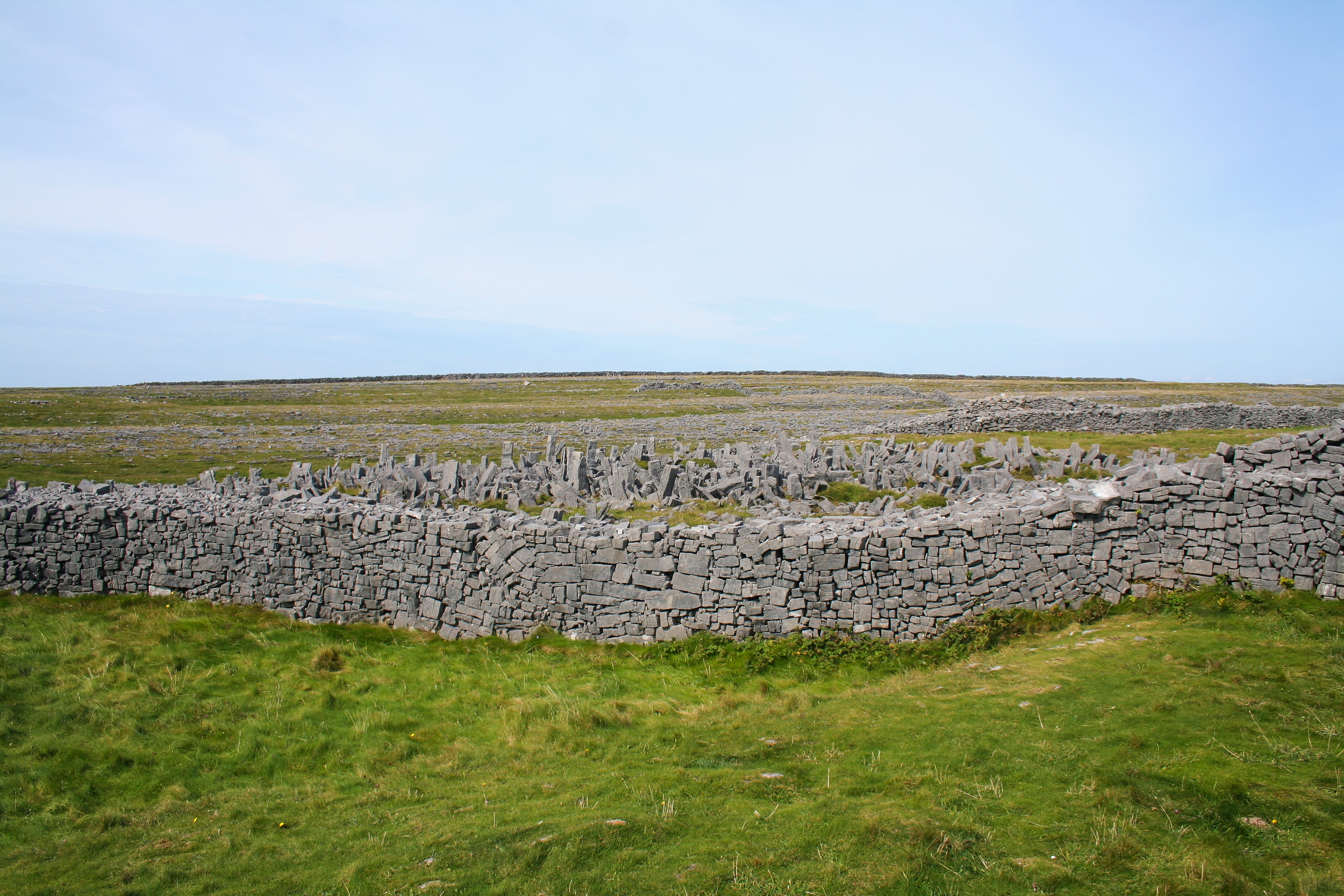
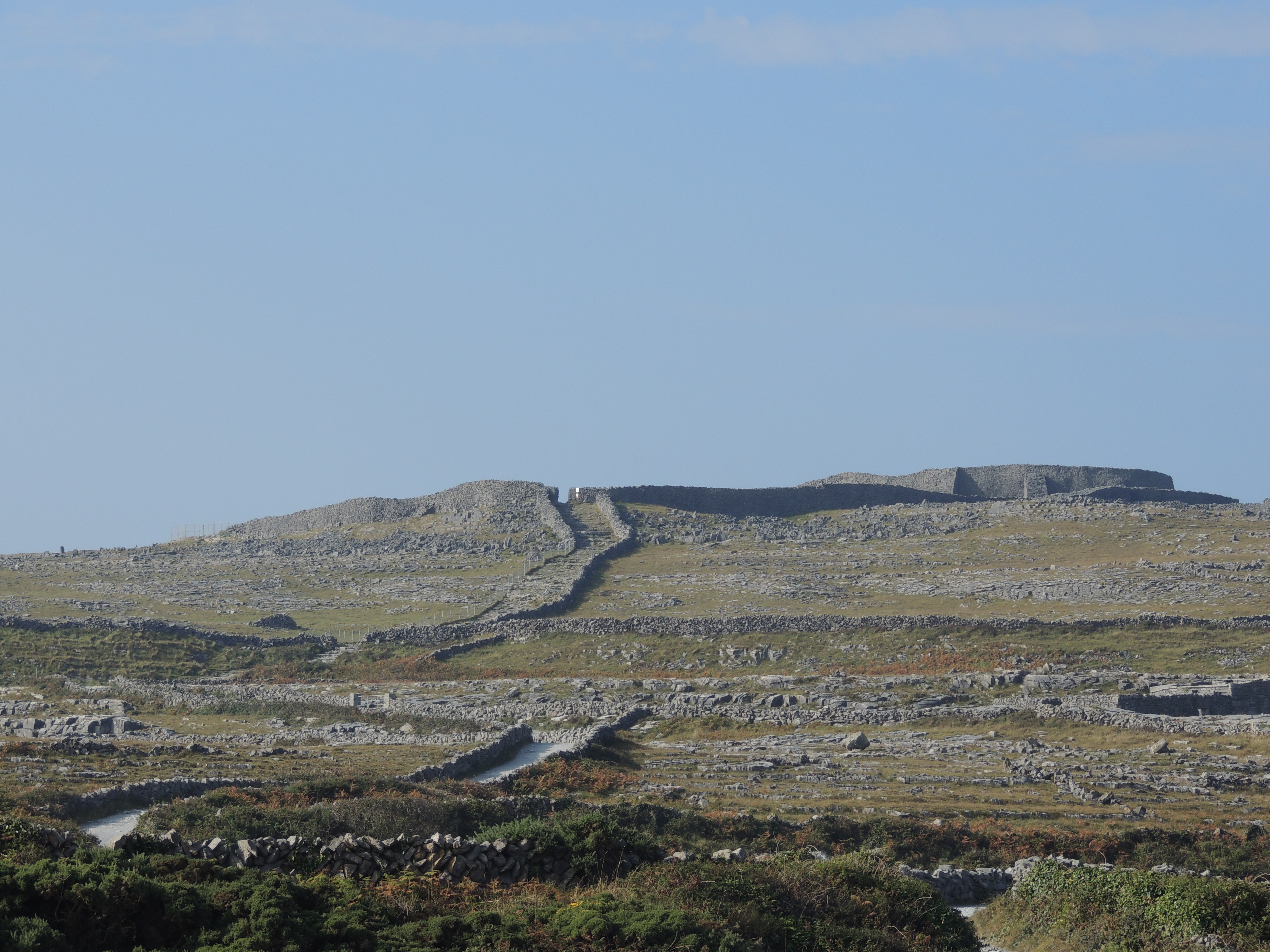
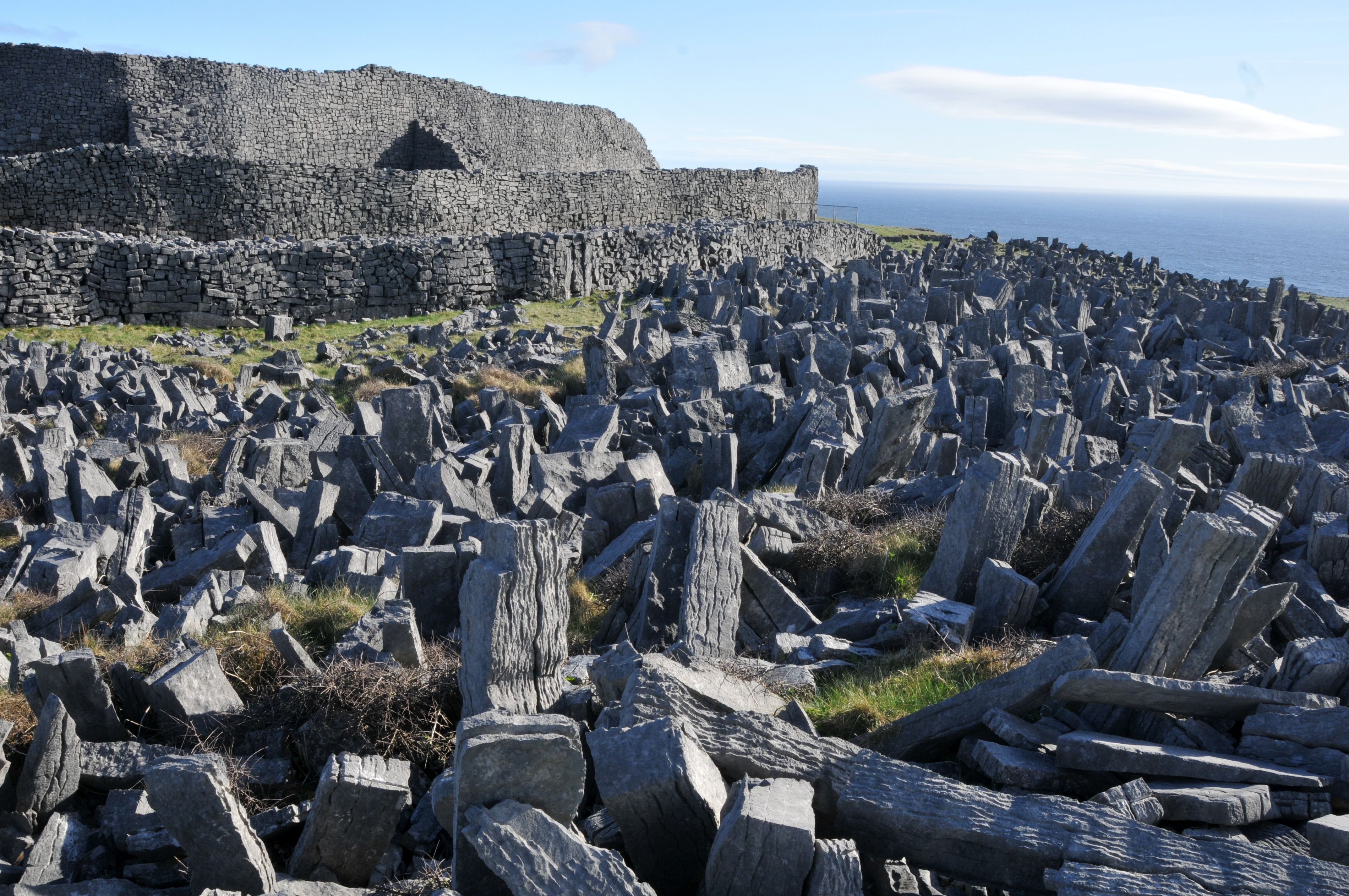
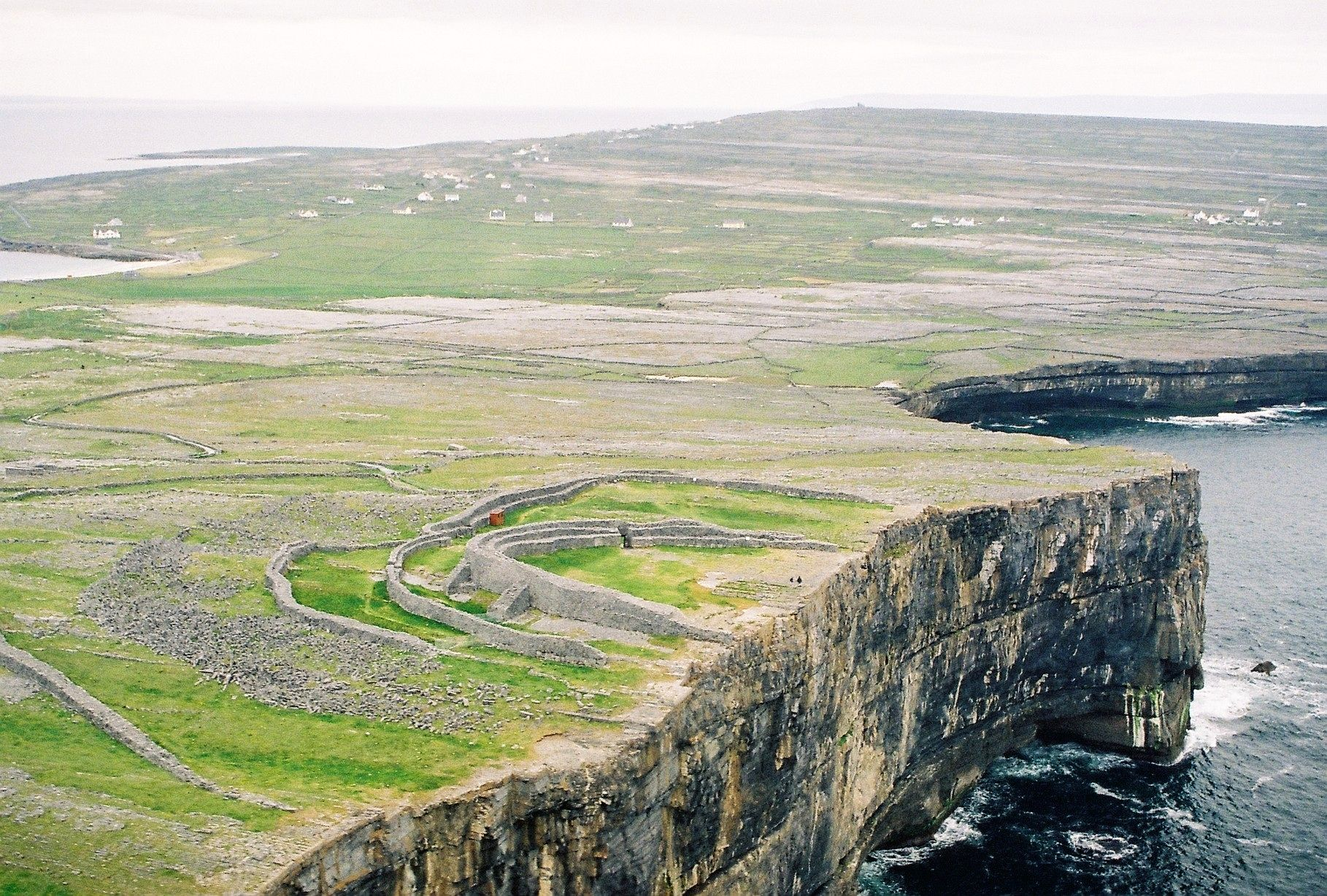
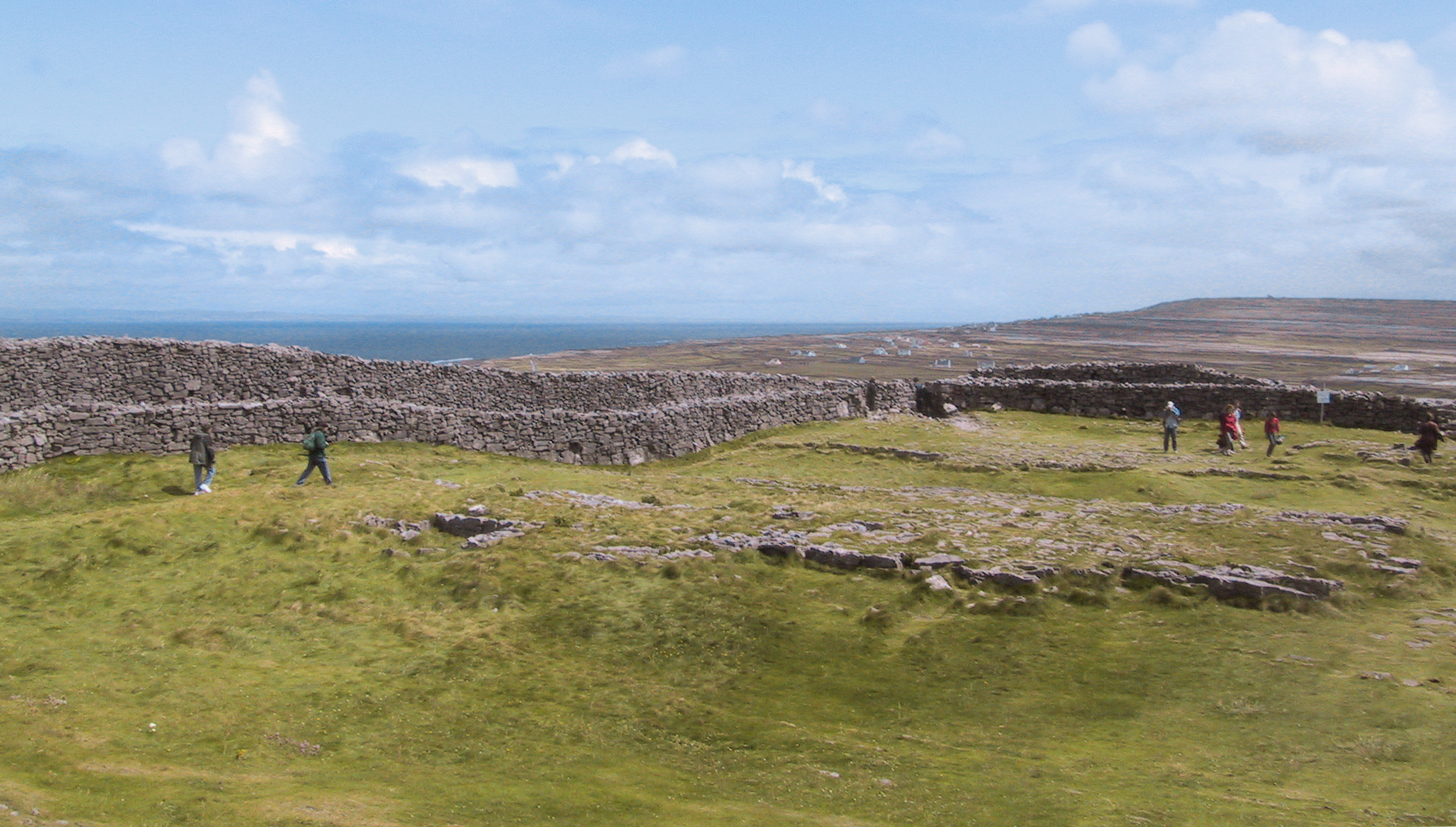
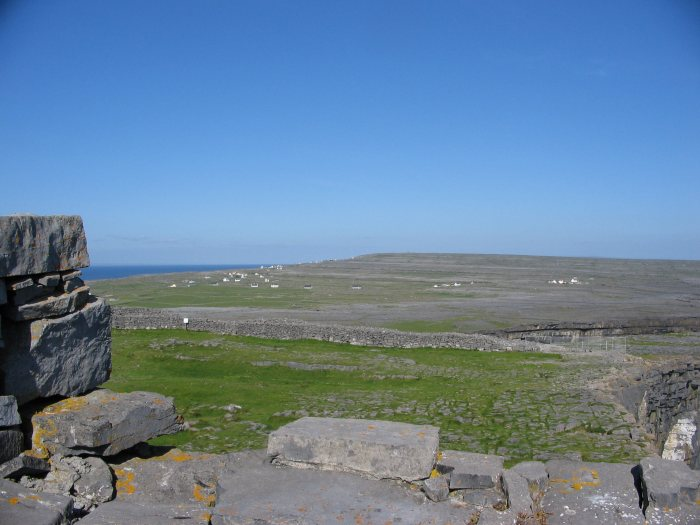
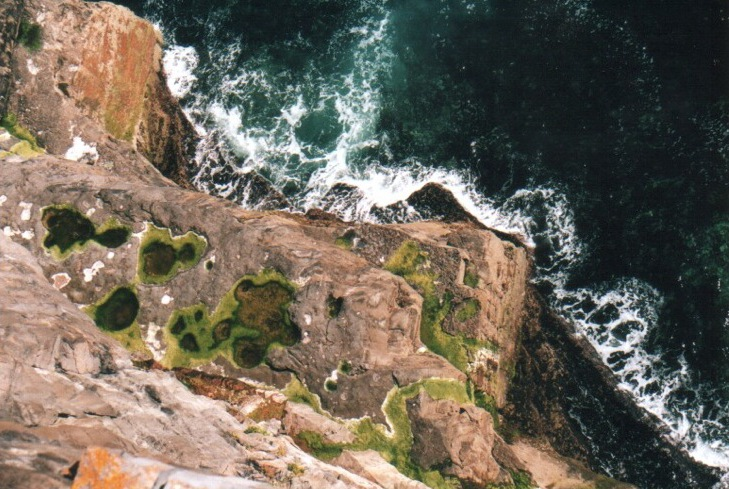
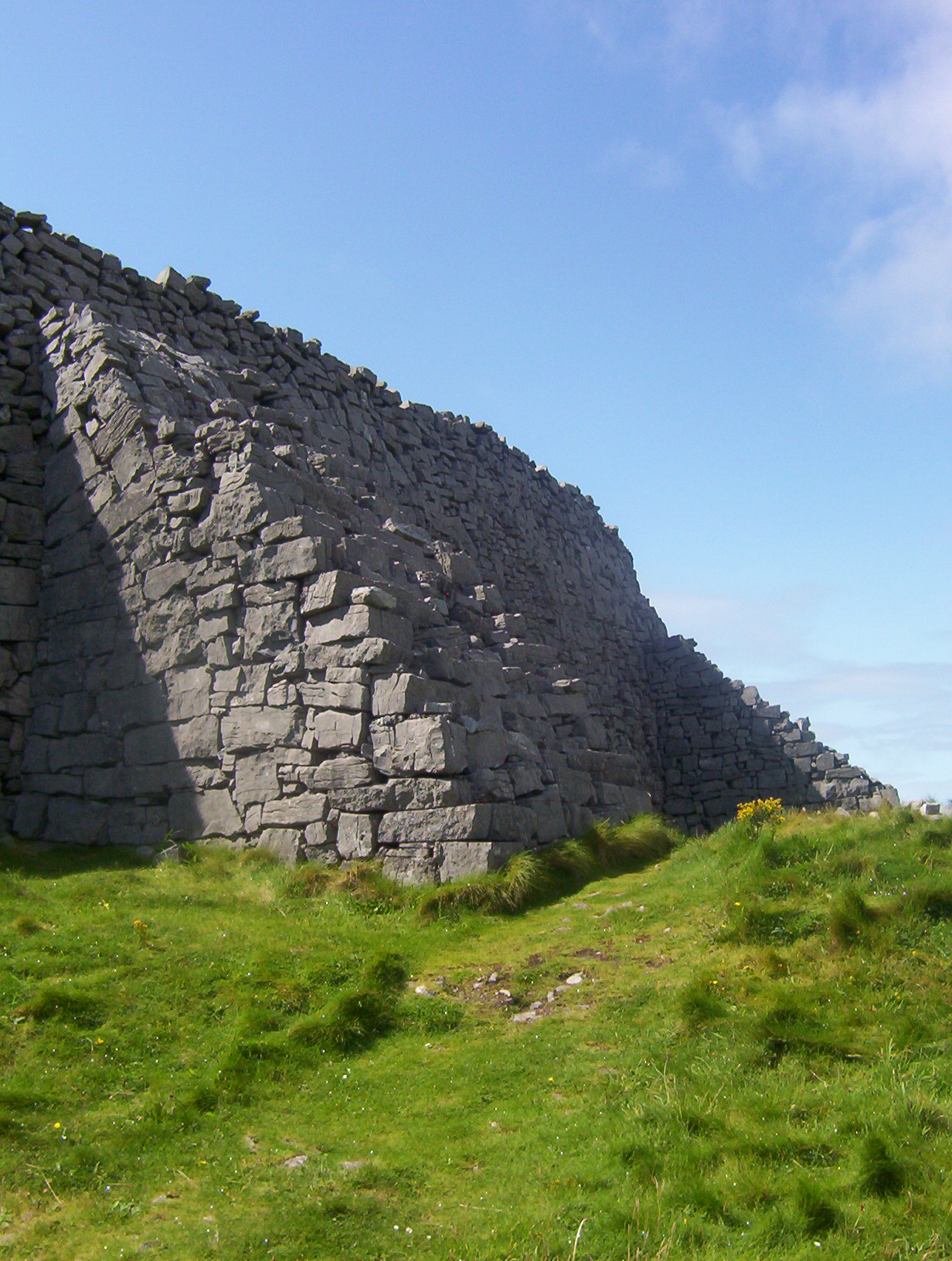
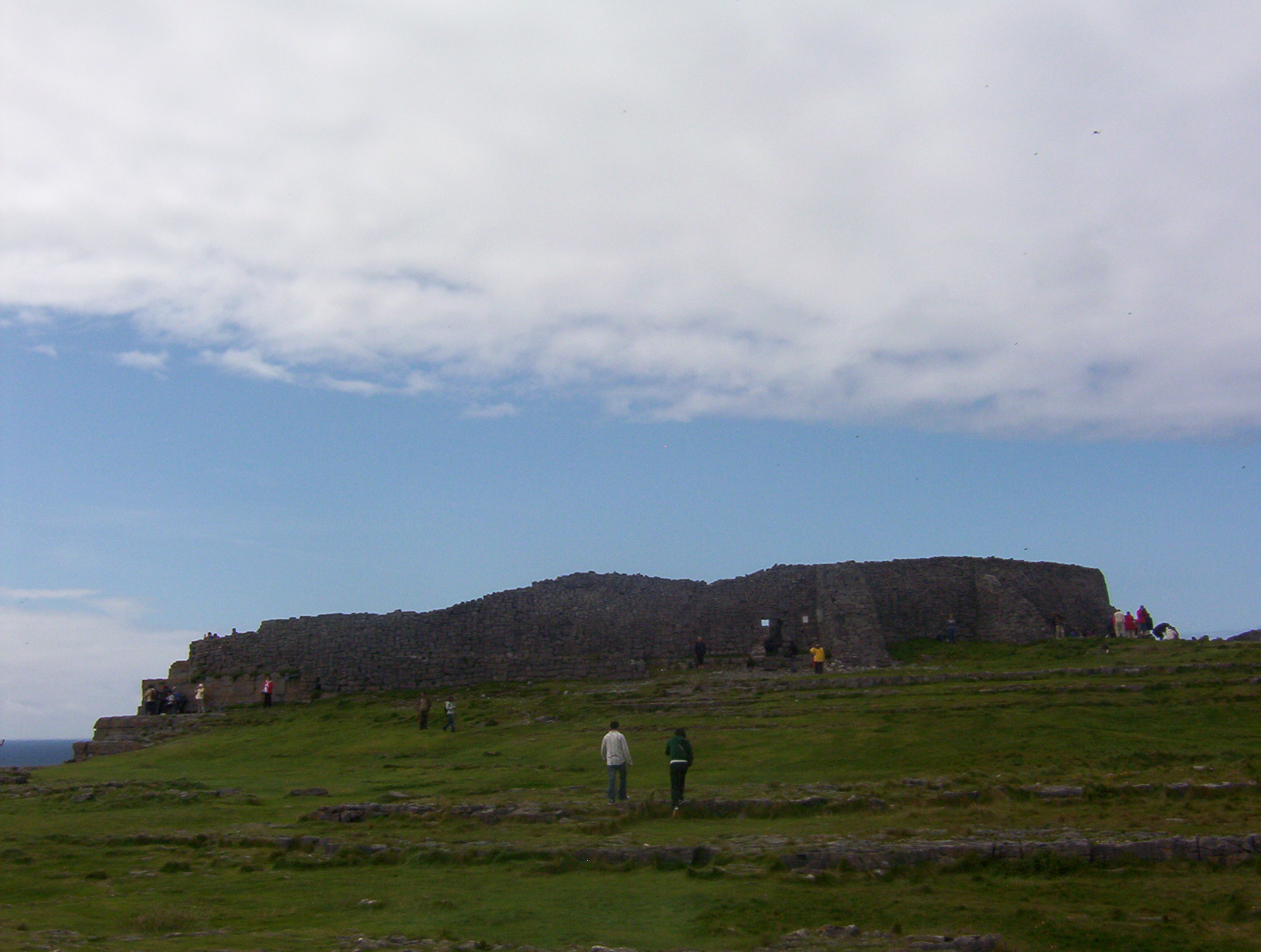
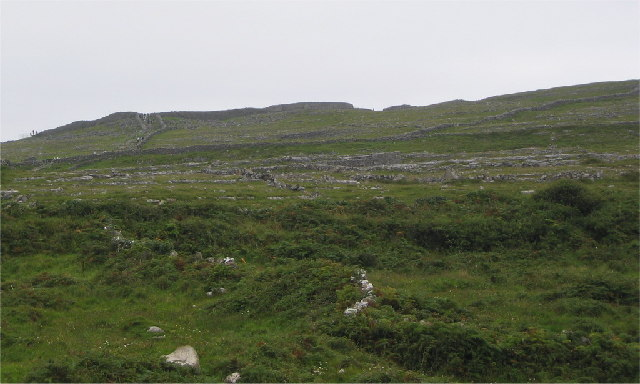
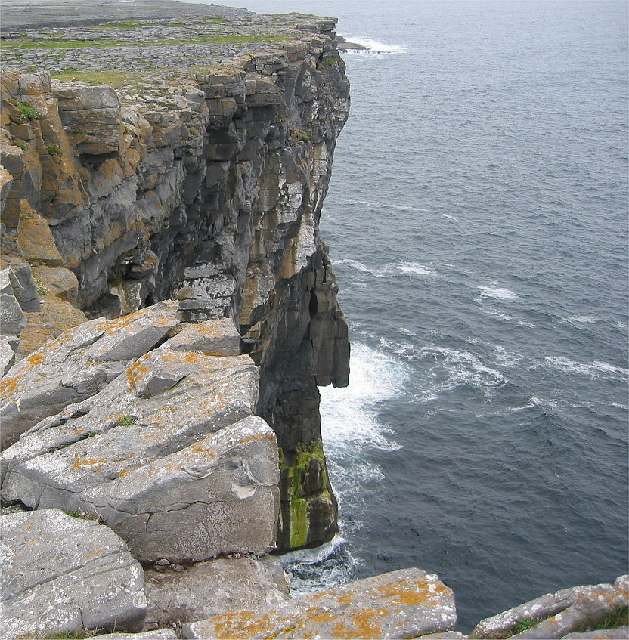
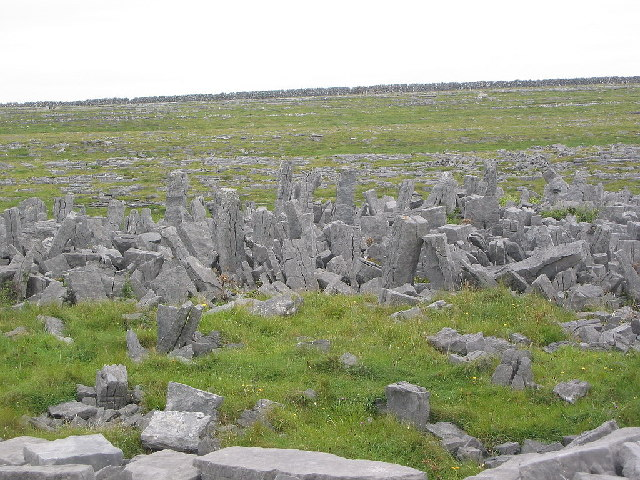
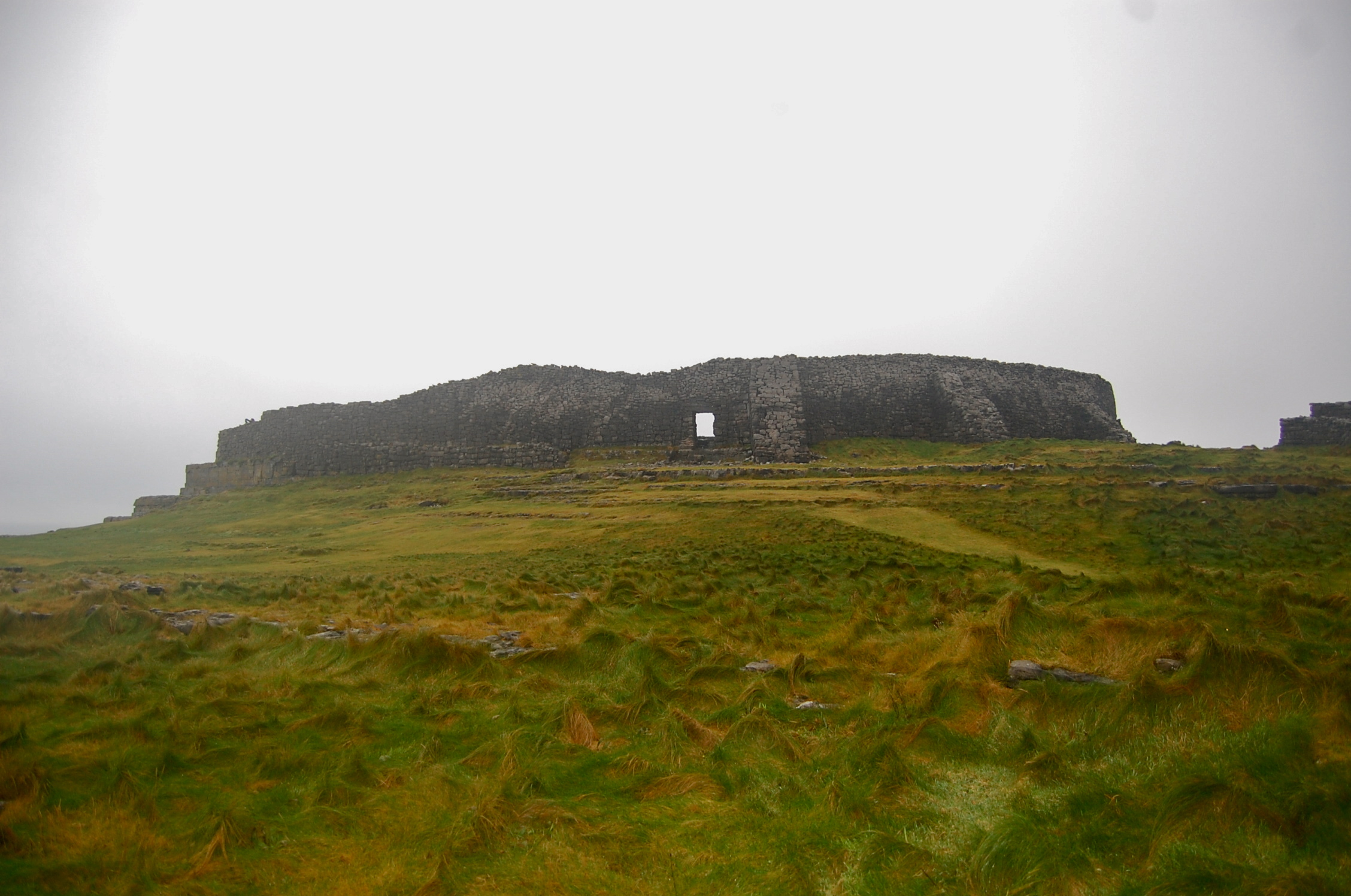
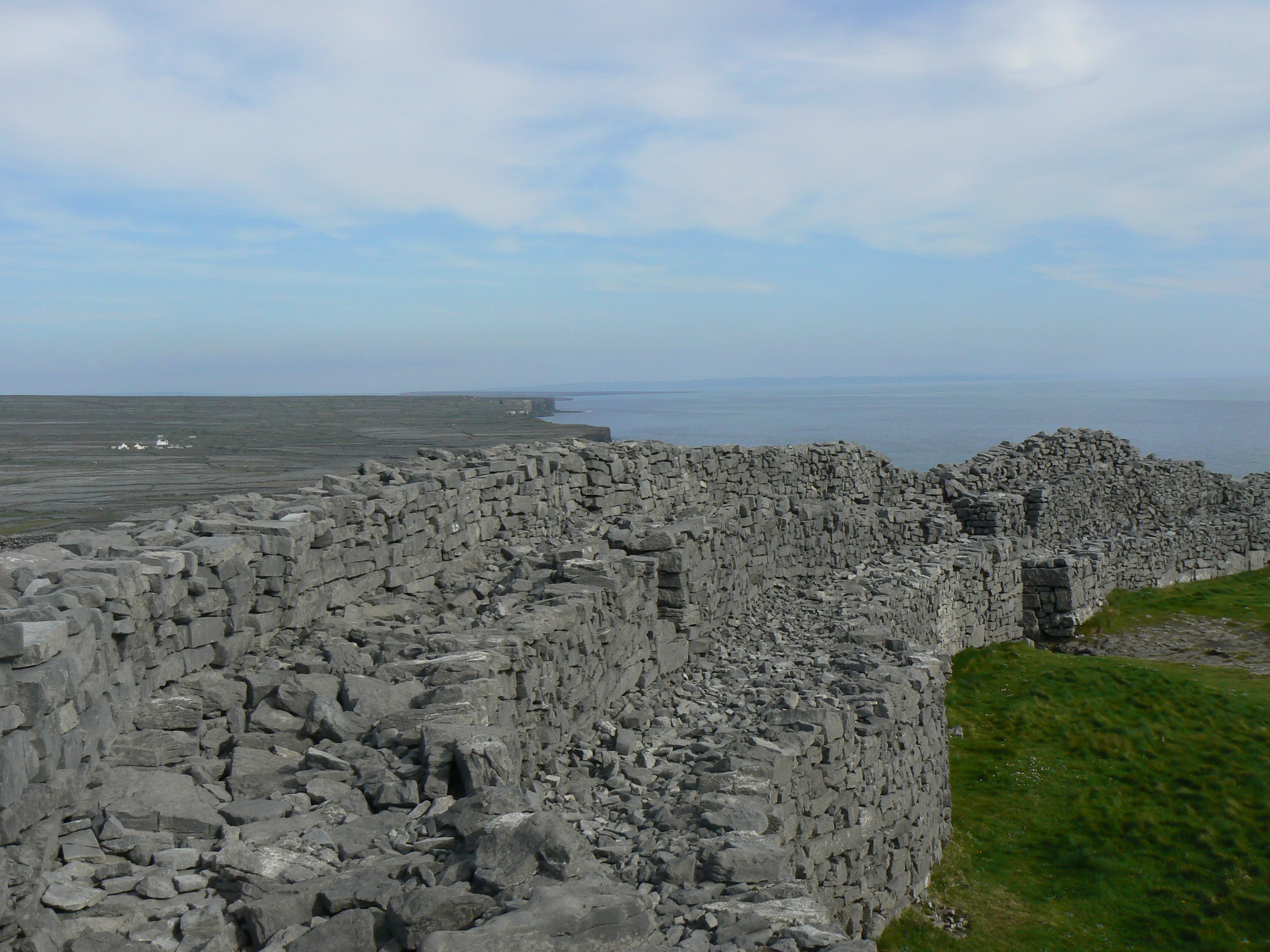
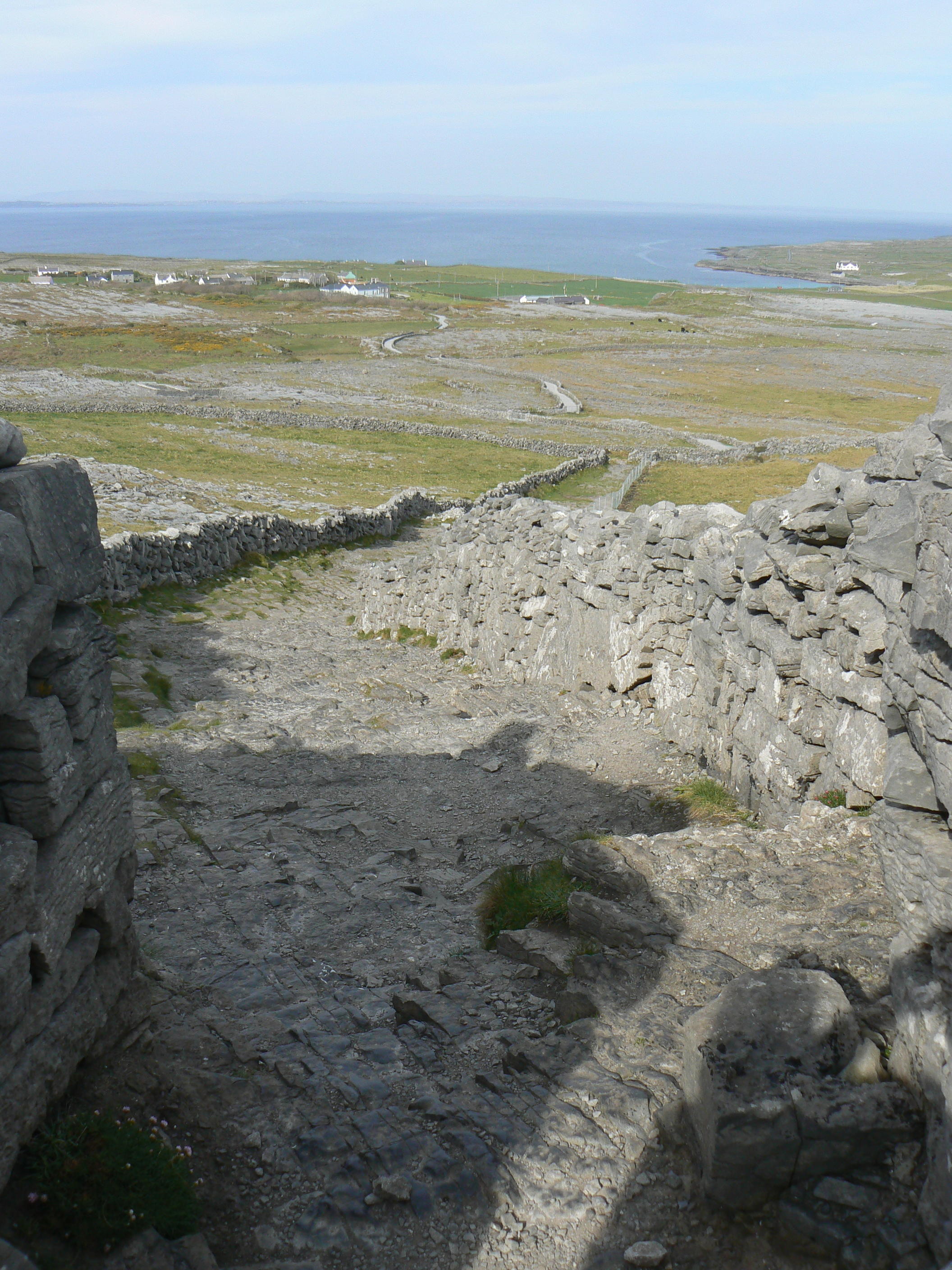
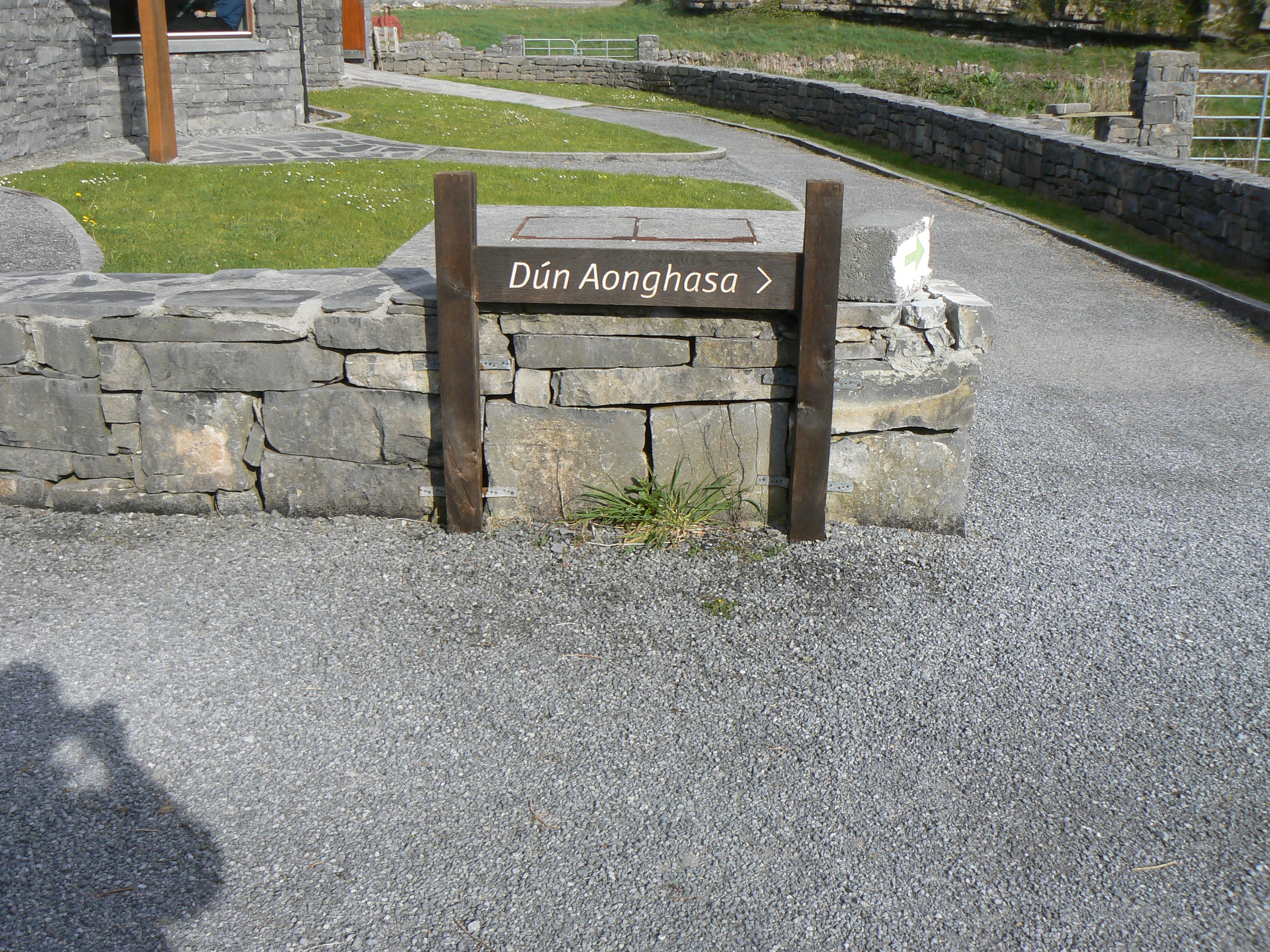
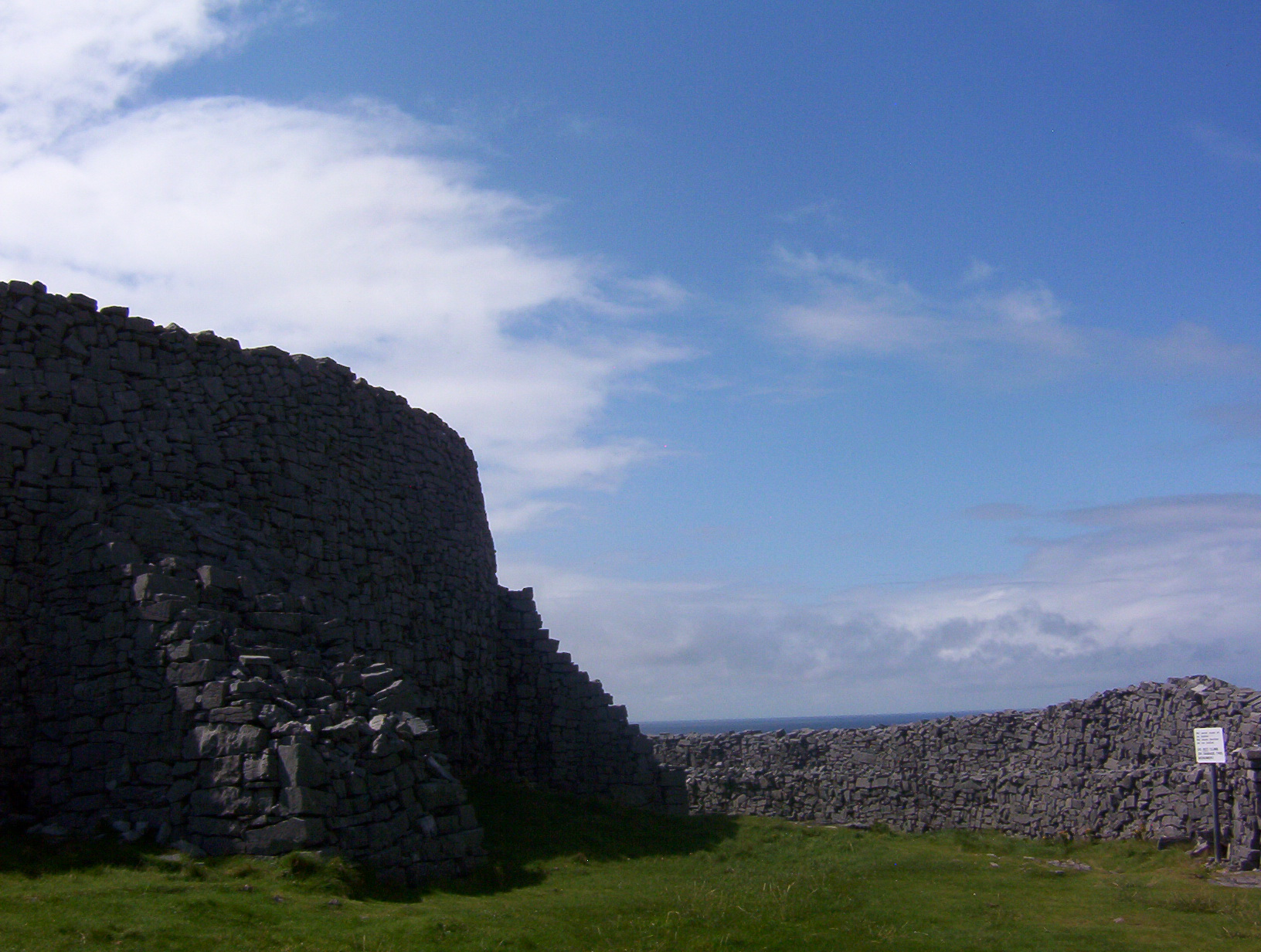
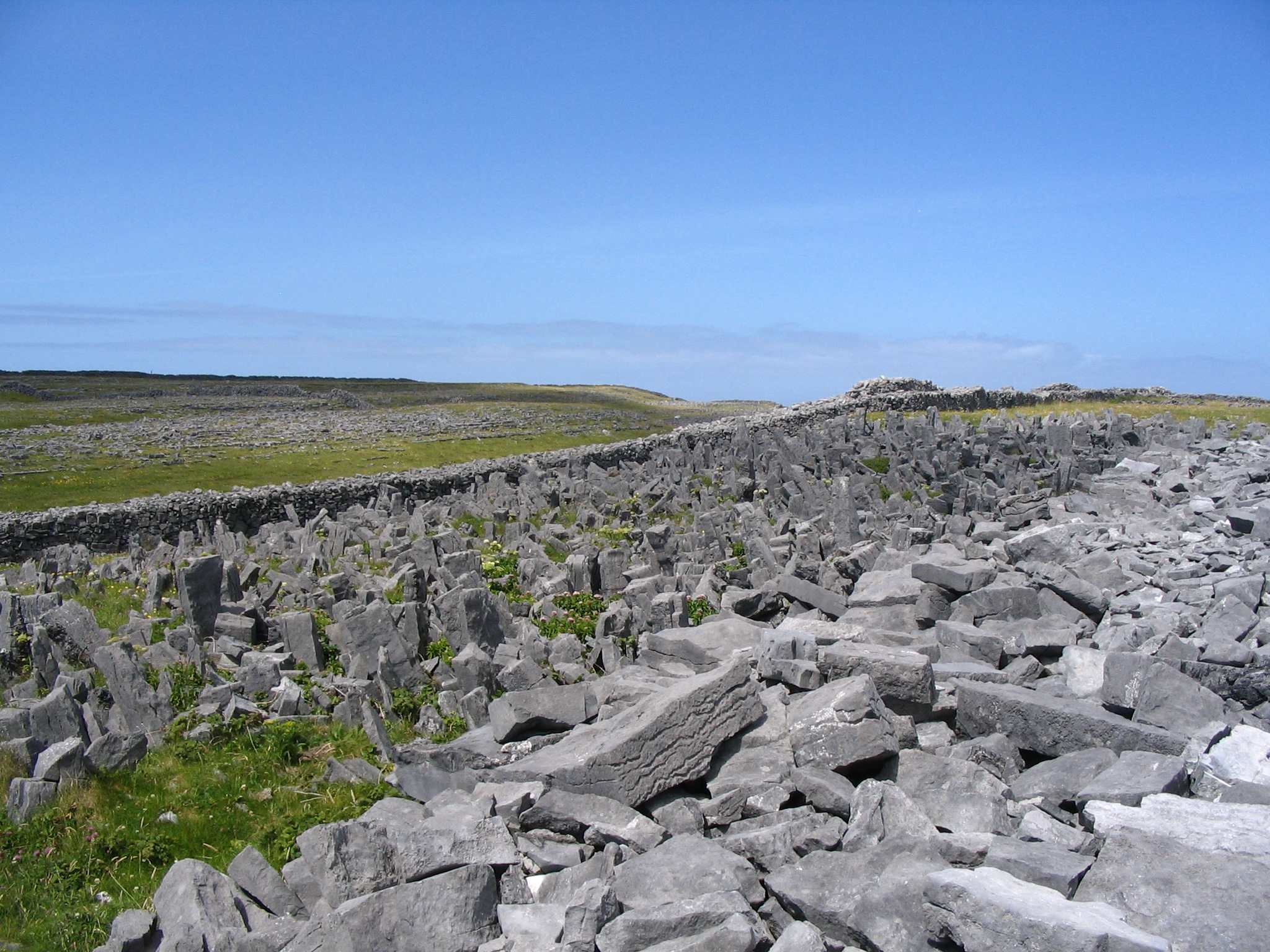
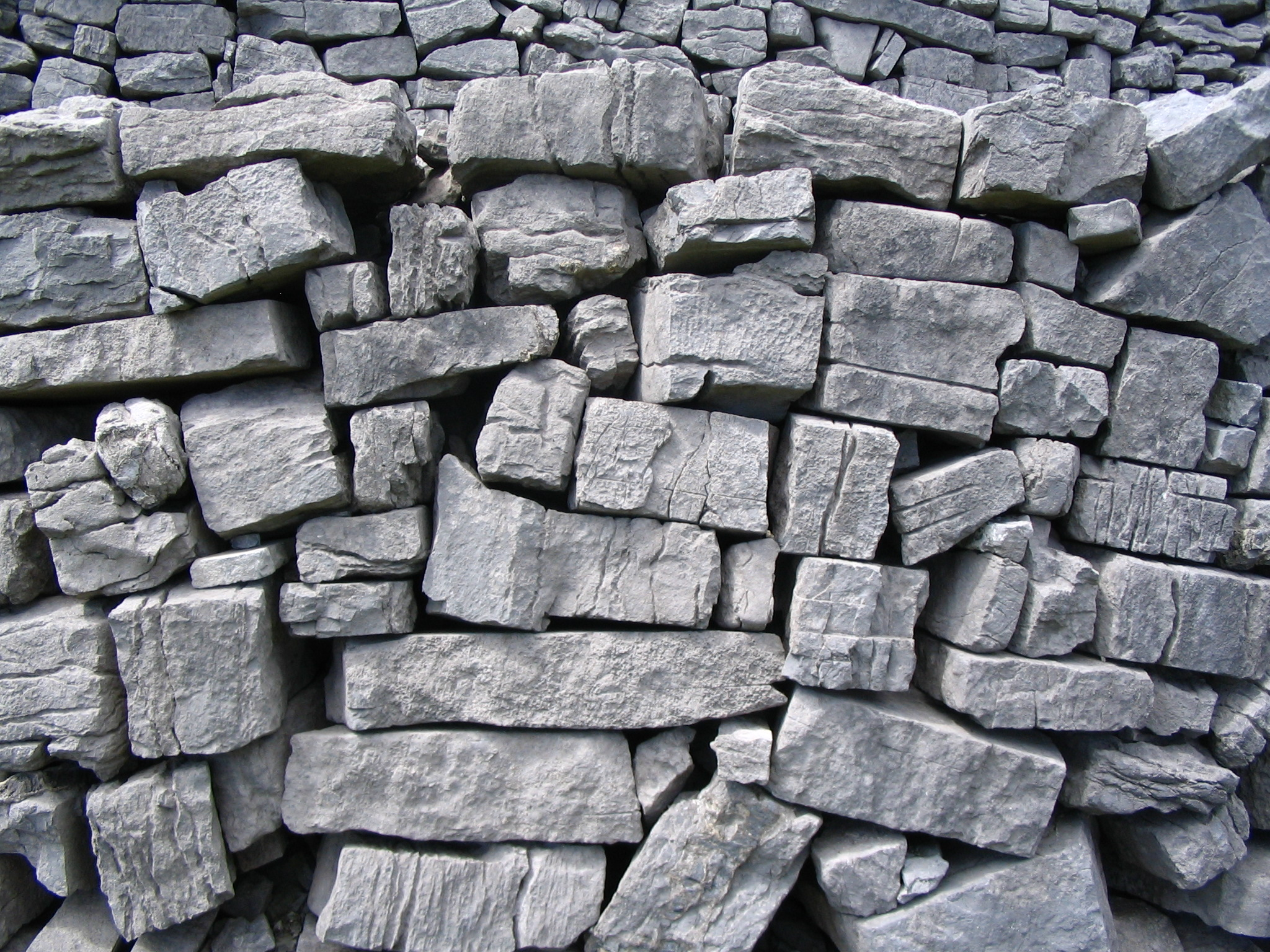
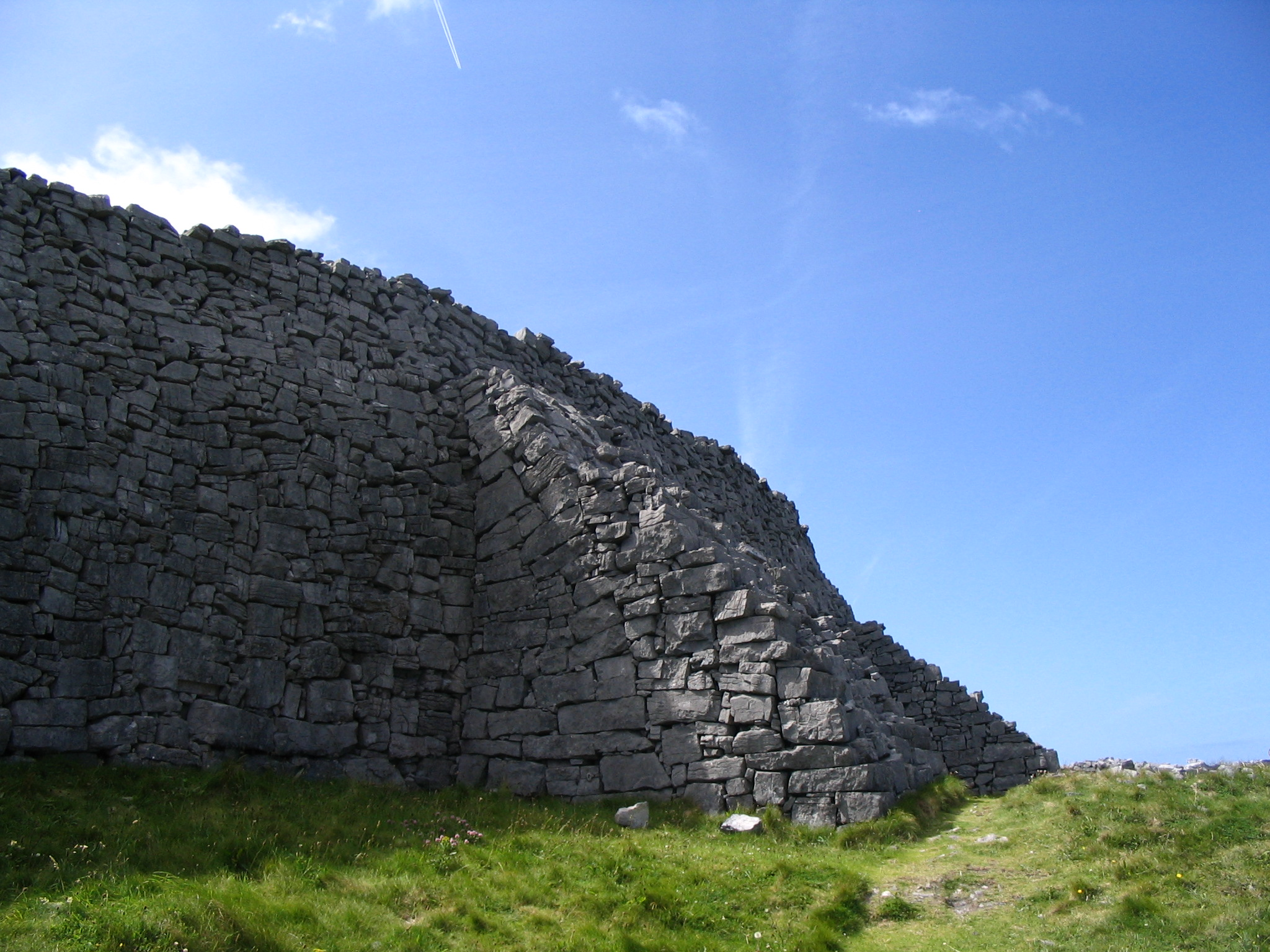
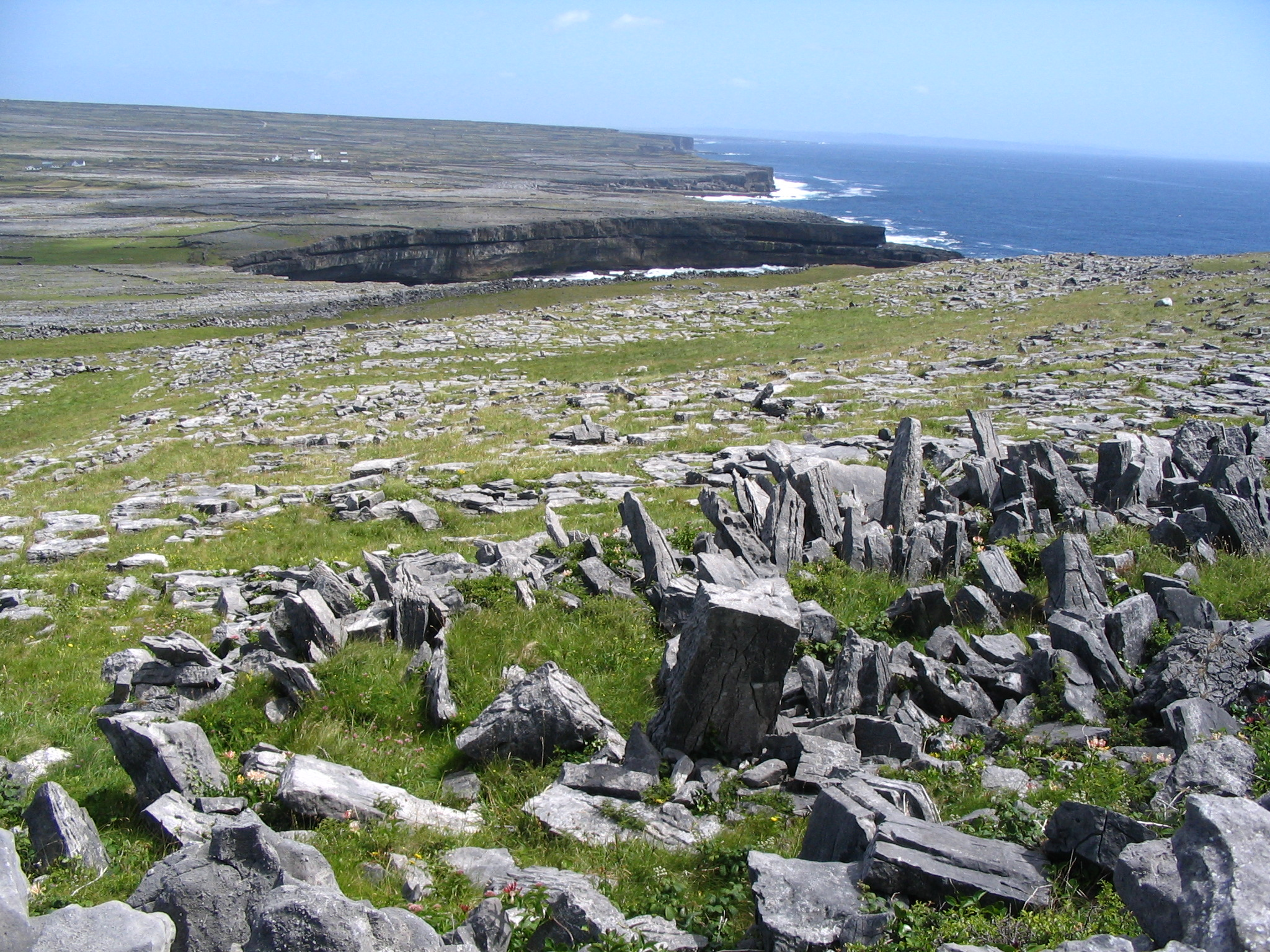
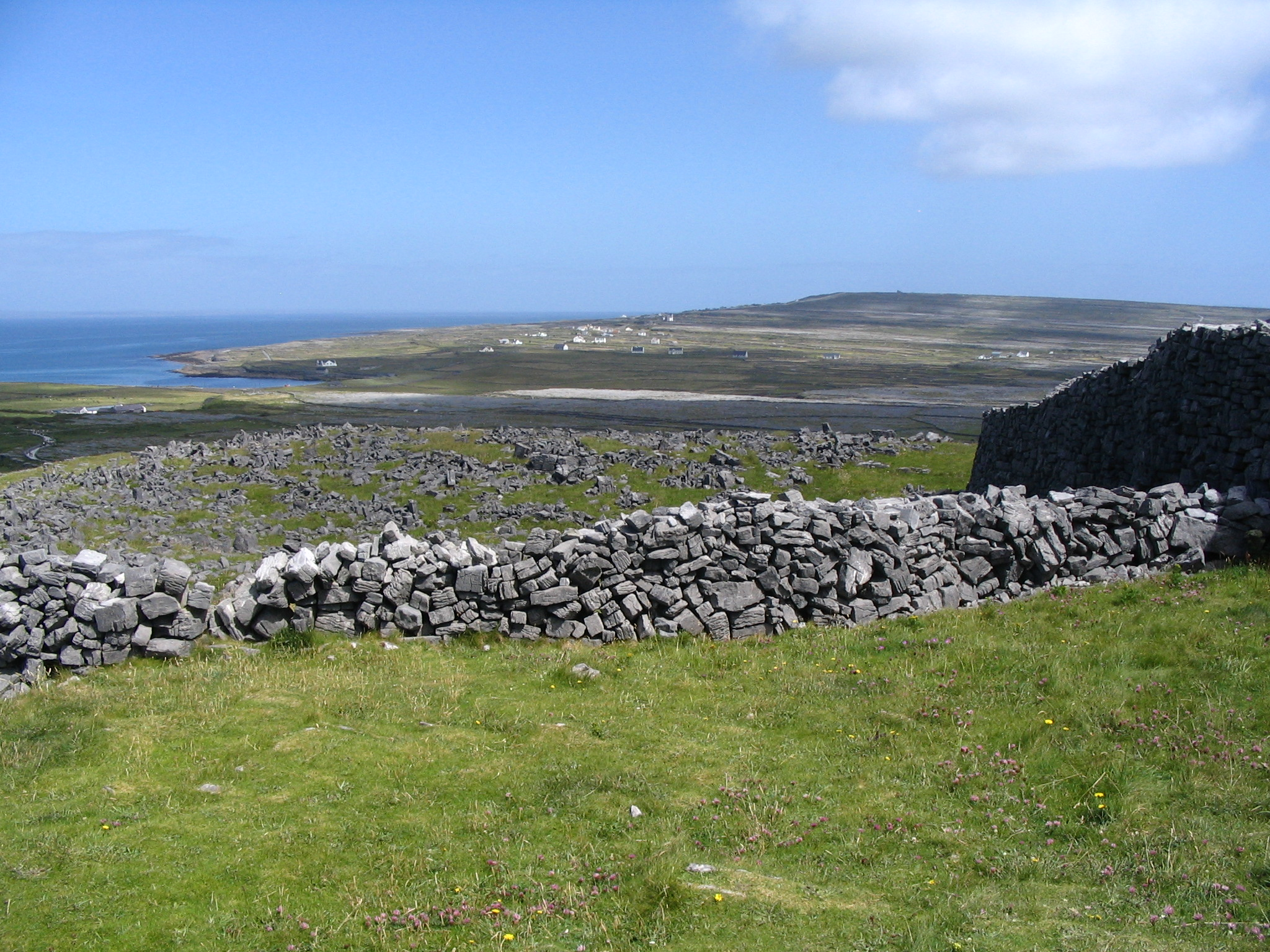
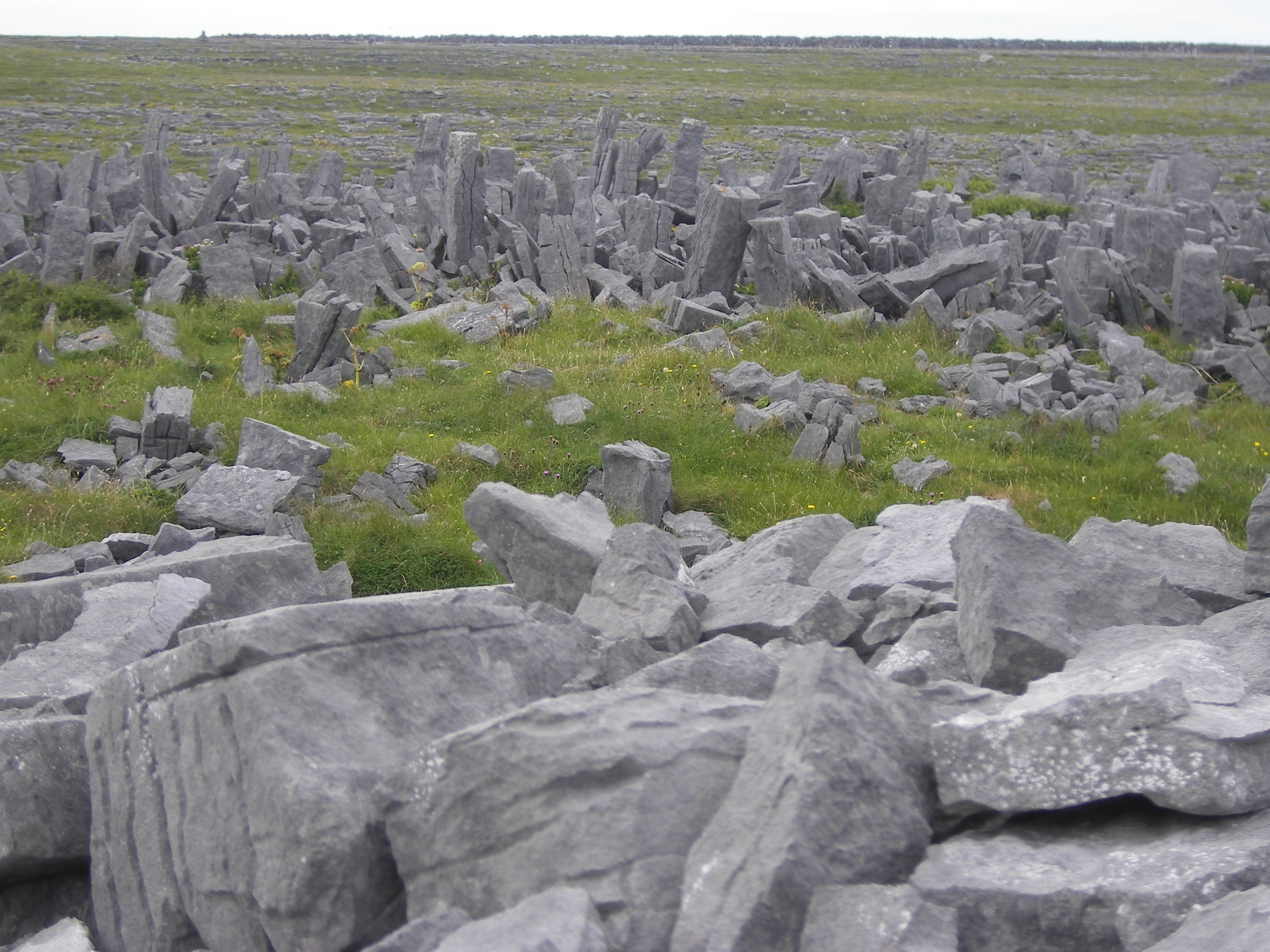
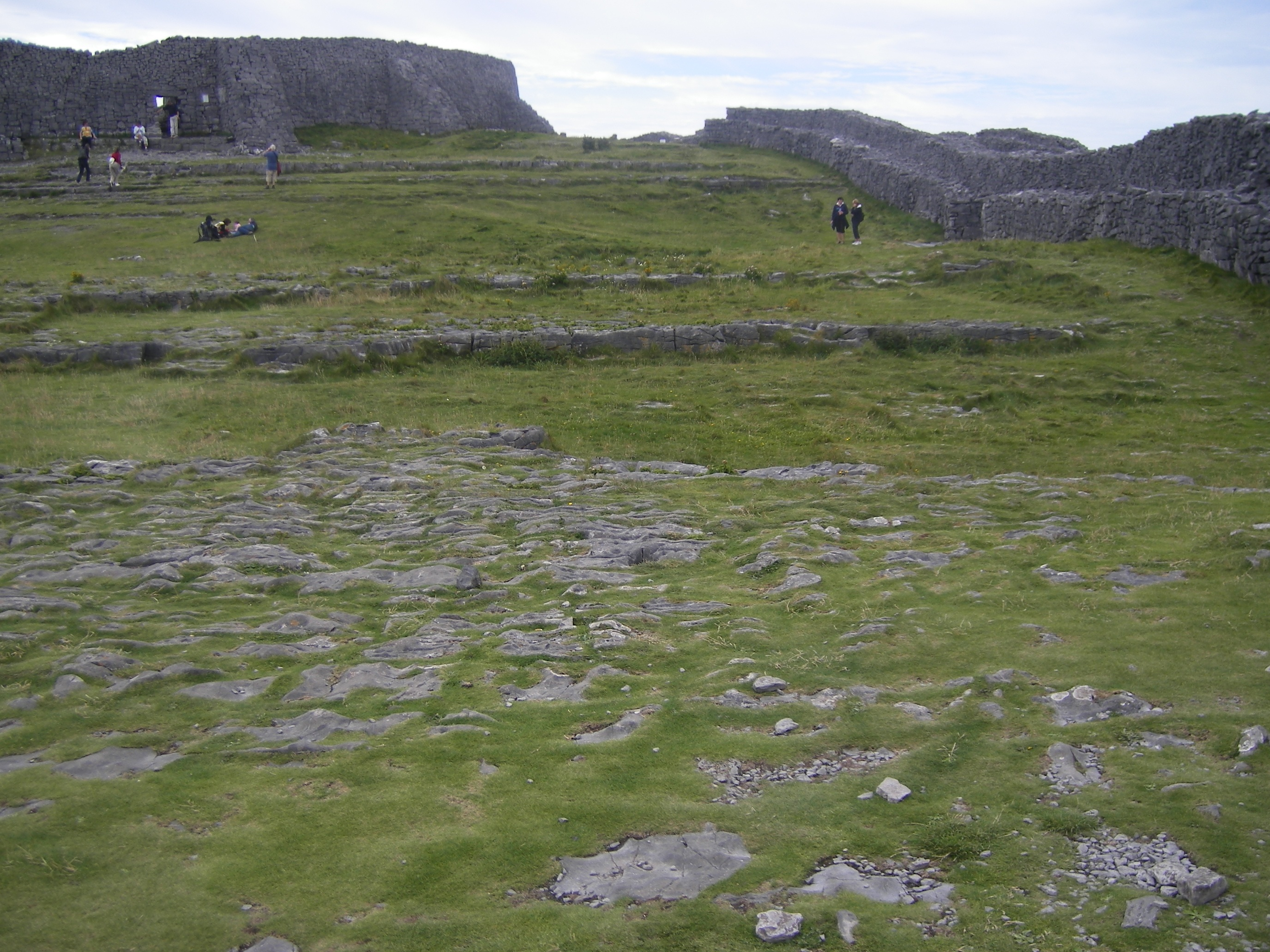
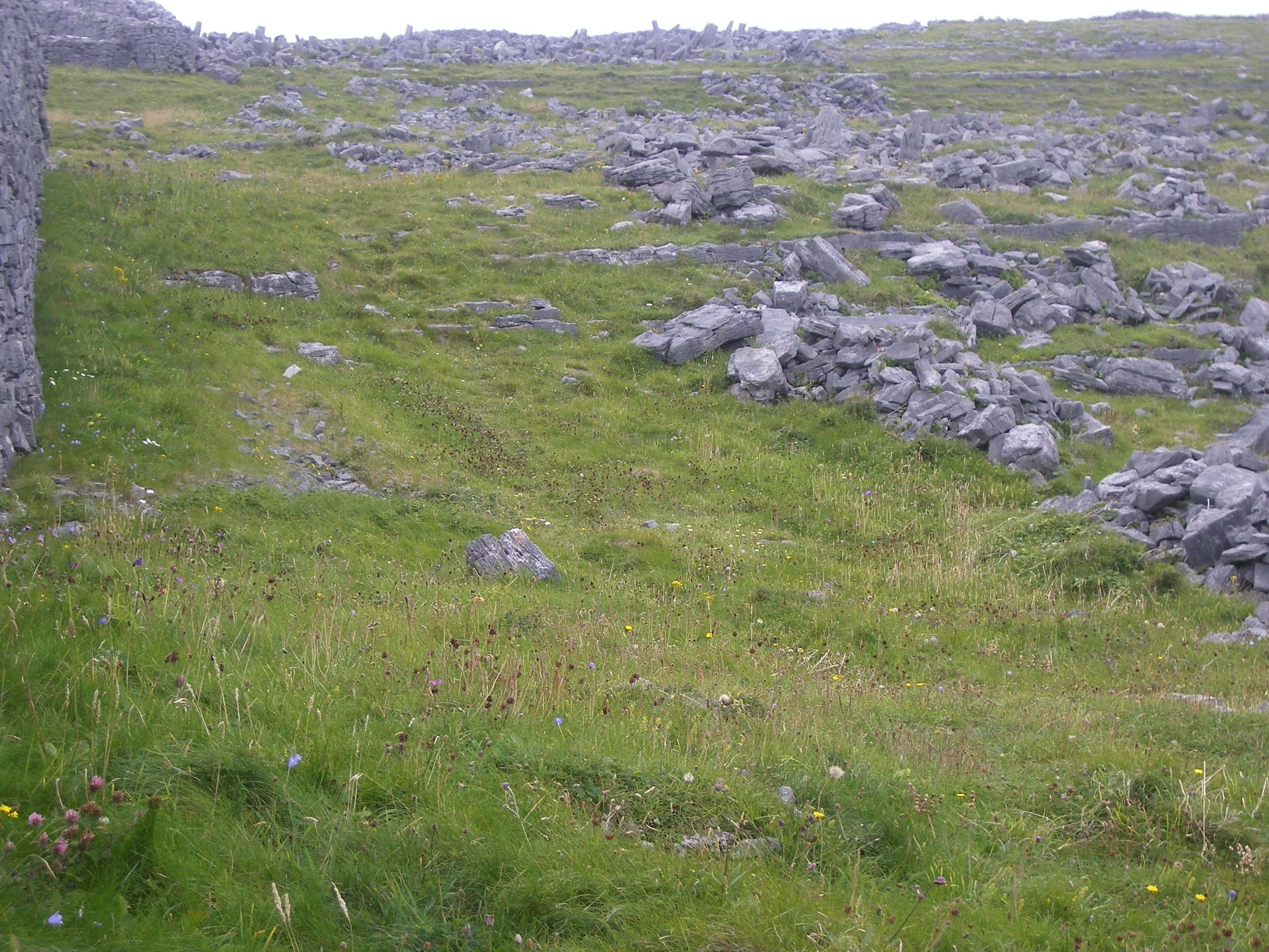
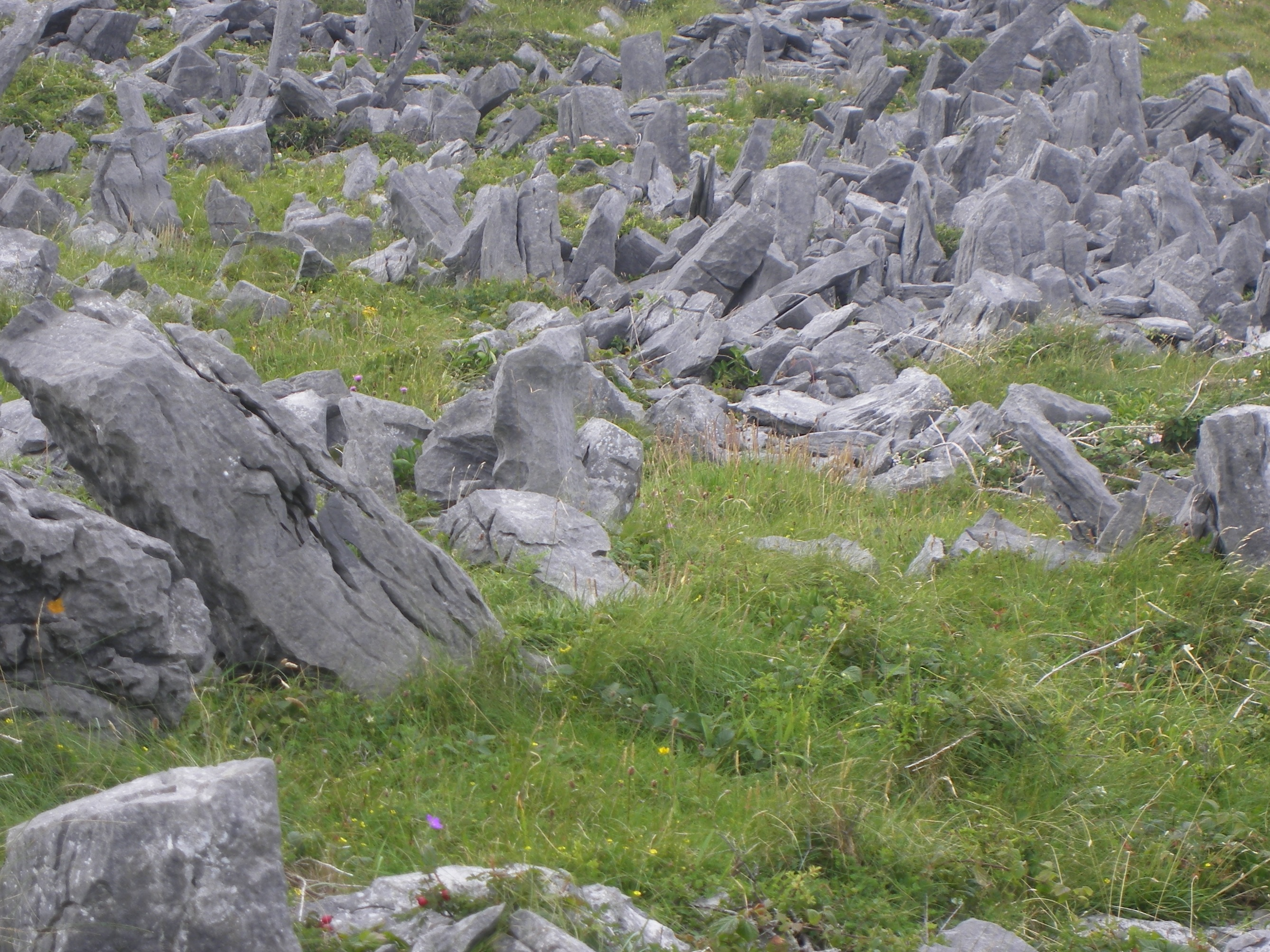
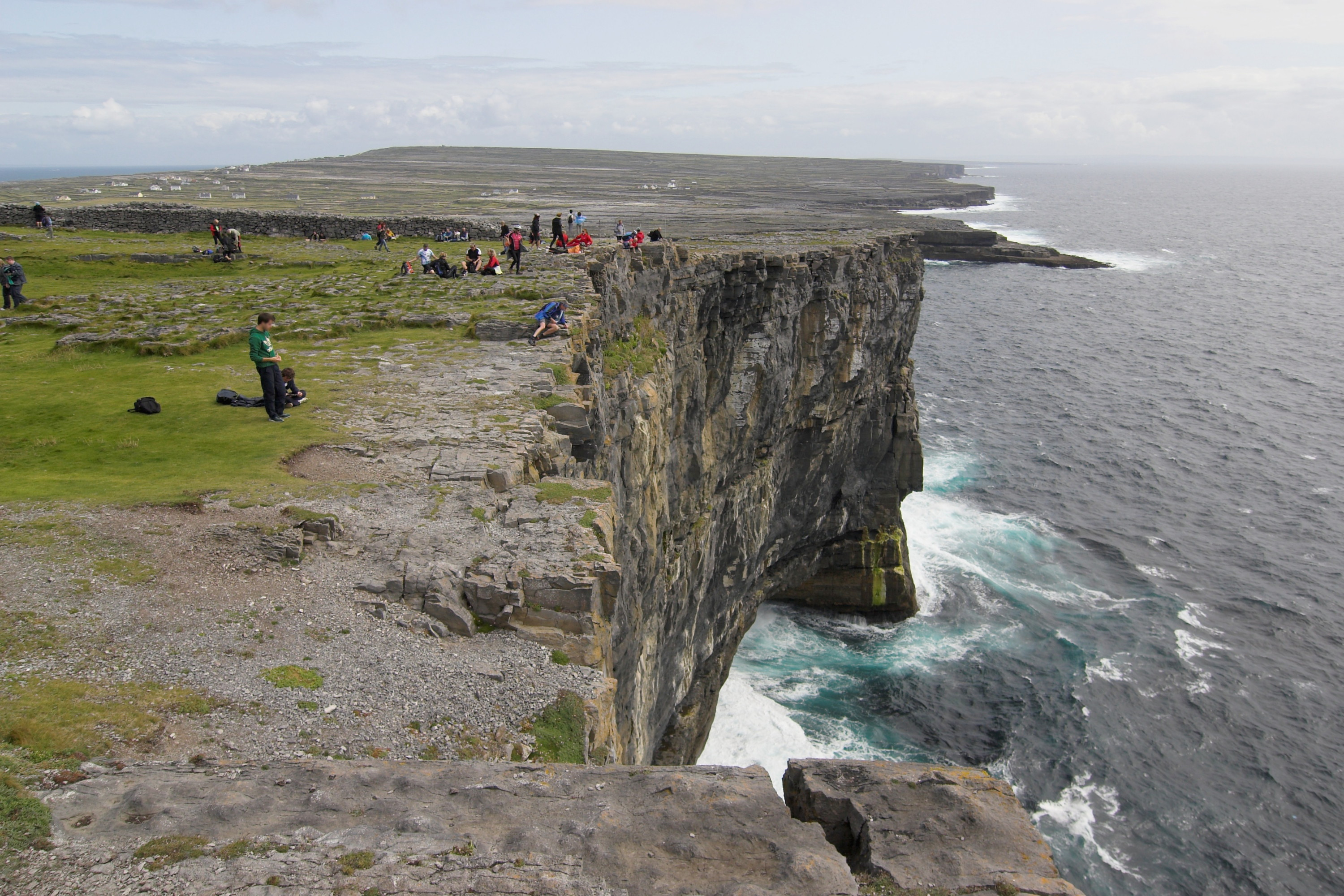
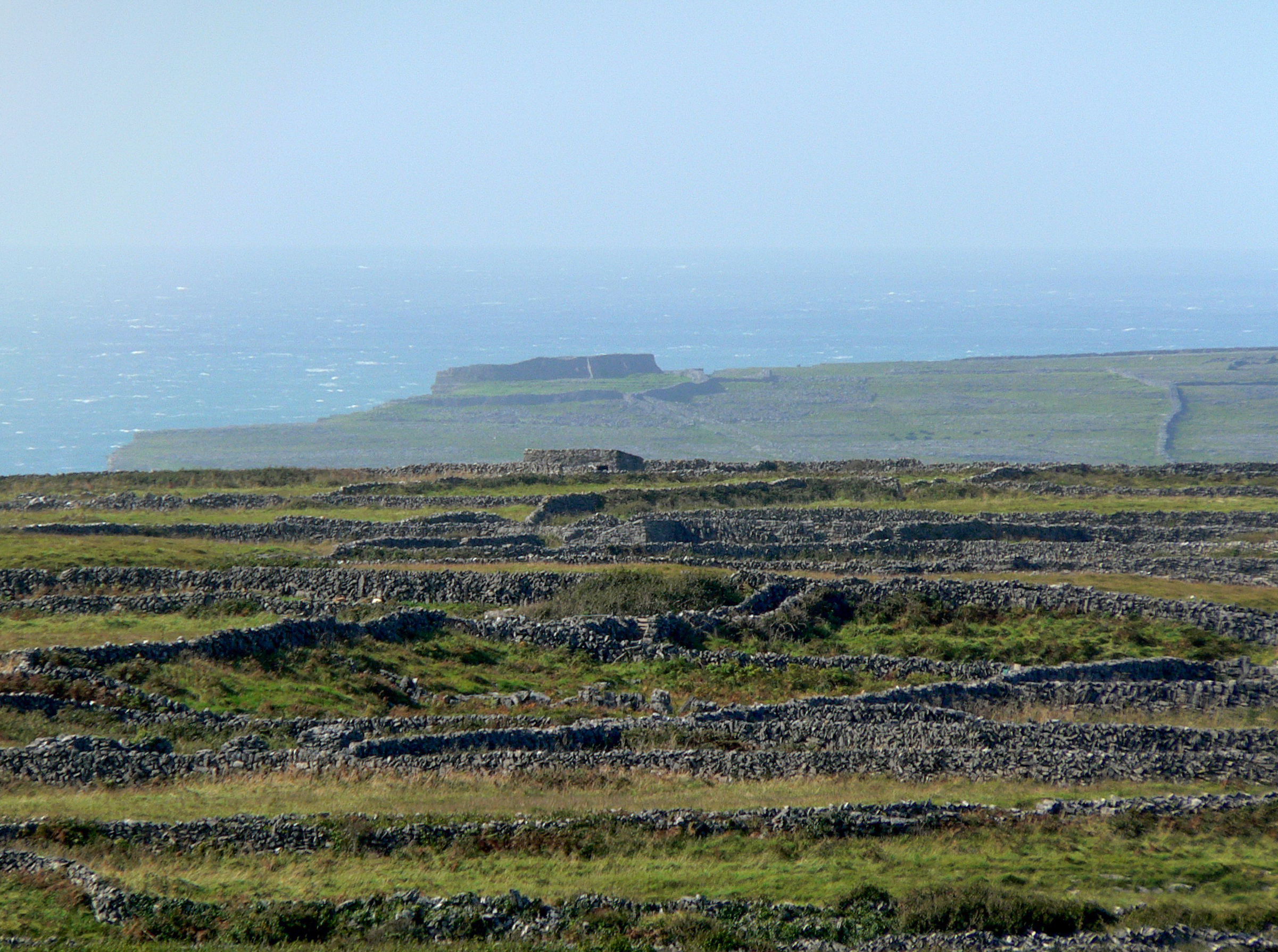
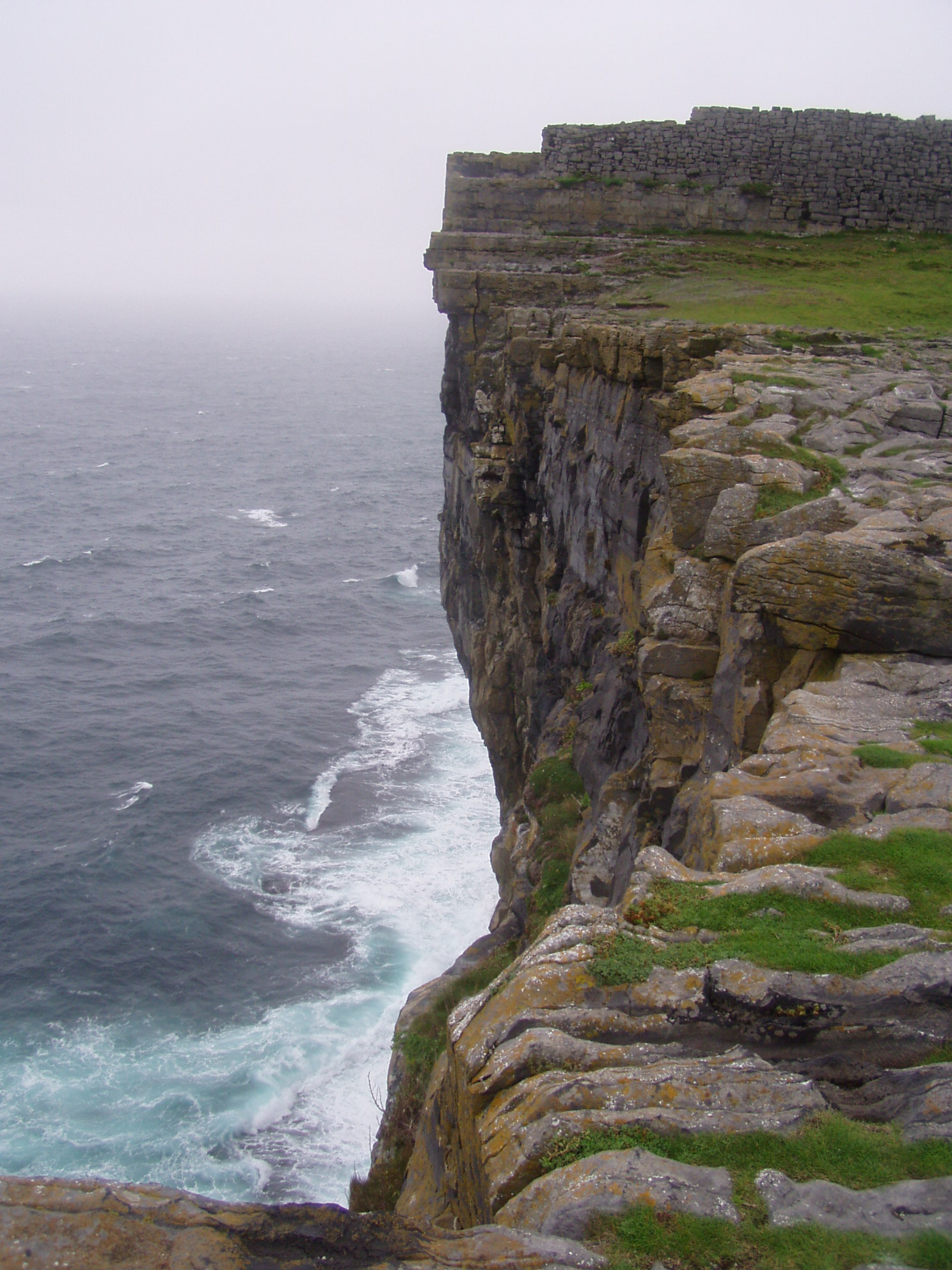

Dún Aengus